# Ту-204
Ту-204 — советский и российский среднемагистральный узкофюзеляжный пассажирский самолёт, разработанный в конце 1980-х — начале 1990-х годов в ОКБ Туполева для замены на авиалиниях пассажирского самолёта Ту-154. 
Рассчитан на 164—215 пассажиров и дальность полёта 4200—5920 км.
Производится с 1990 года на заводе «Авиастар-СП» в Ульяновске, а также с 1996 года на КАПО имени С. П. Горбунова в Казани (модификация Ту-214).
Ту-204 использует российские двигатели ПС-90А, на нём применены электродистанционная система управления, электронно-цифровая система управления двигателями с полной ответственностью (FADEC), сверхкритические профили крыла, блоки оборудования с цифровыми вычислителями и другие новшества, не использовавшиеся на самолётах предыдущих поколений.
На основе базового варианта Ту-204 создано около 20 модификаций, отличающихся назначением, лётно-техническими характеристиками, типом двигателей и составом бортового оборудования. В семейство самолётов Ту-204/214 входят пассажирские, VIP-, грузовые и специальные модификации.
На различные варианты Ту-204 получено более 50 российских и международных сертификатов и дополнений к ним. Самолёты семейства Ту-204/214 отвечают всем современным требованиям по безопасности, шуму на местности и выбросу вредных веществ.
Находящиеся в эксплуатации модификации Ту-204 соответствуют требованиям ИКАО и Евроконтроля по вертикальному эшелонированию и точности навигации, без ограничений допущены к полётам в страны Европейского союза, а также выполняют регулярные рейсы по всему миру, включая страны Северной и Южной Америки.
На фоне санкций против России глава корпорации Ростех Сергей Чемезов заявил, что Россия может возобновить серийное производство Ту-214 и Ил-96. 1 апреля 2022 года по итогам совещания с Президентом России Ростех распространил комментарий о пяти авиационных программах. Прежде всего, это
МС-21, SSJ, Ил-114, а также наращивание серийного производства Ту-214 и Ил-96. Ту-214 — среднемагистральный узкофюзеляжный пассажирский лайнер. Может перевозить 210 пассажиров, практическая дальность полёта достигает 6500 км. Его отличительные черты — современные аэродинамическая компоновка и пилотажно-навигационный комплекс, а также высокие лётно-технические характеристики. Серийным производством занимается Казанский авиационный завод имени С. П. Горбунова, филиал компании «Туполев». В начале 2022 года объявлялось о проведении работ по наращиванию серийного выпуска самолётов до десяти штук в год.
6 апреля 2022 года стало известно о запуске производства 20 самолётов Ту-214. Позднее было заявлено, что Объединённая авиастроительная корпорация запланировала произвести 70 авиалайнеров Ту-214 до 2030 года. Первый (из трёх запланированных) Ту-214 для коммерческой эксплуатации будут поставлен в 2023 году.

## История создания

### Выбор концепции

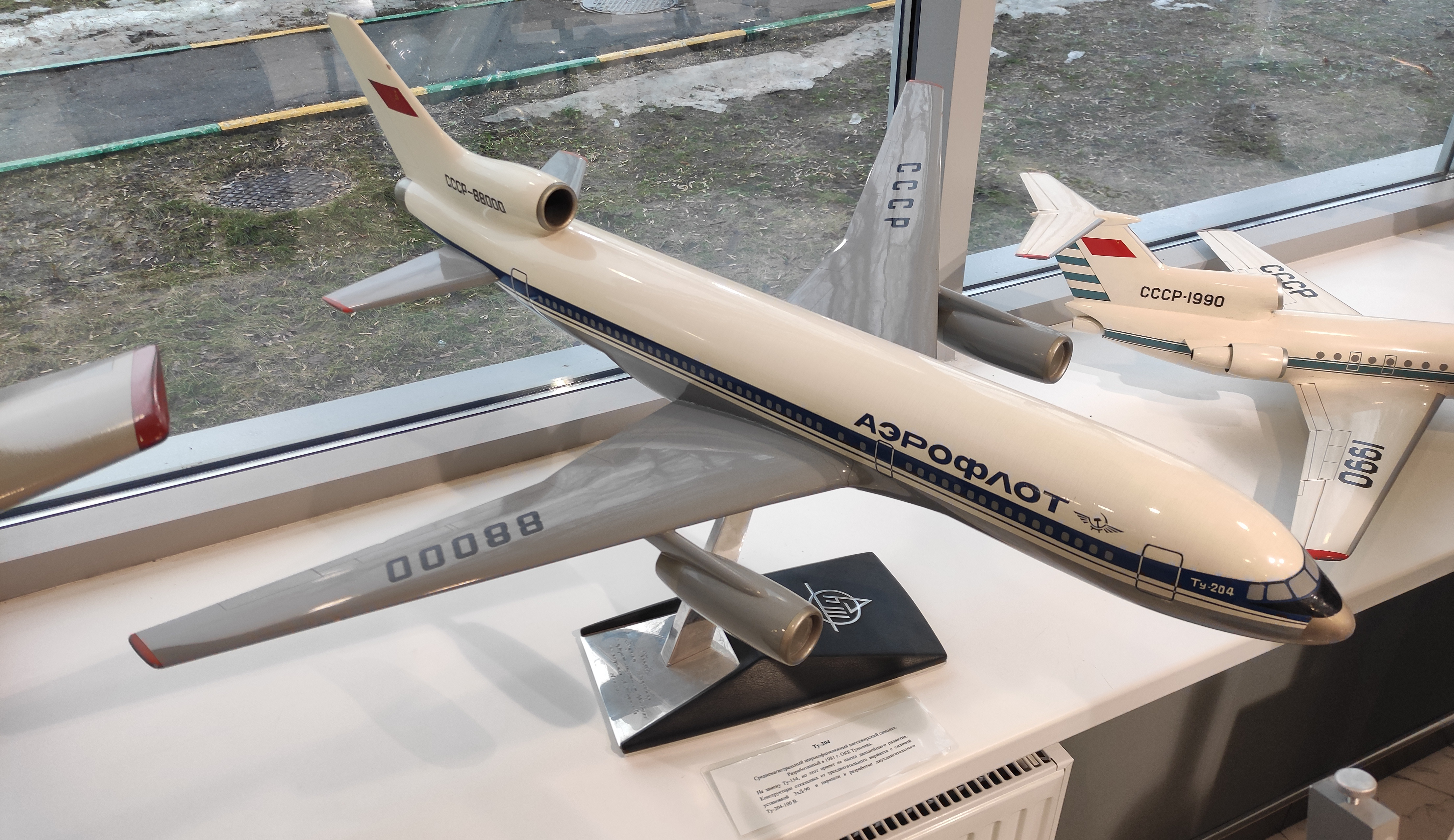
Модель исходного трёхдвигательного прототипа самолёта Ту-204 в музее ЦАГИ

Первые проработки нового среднемагистрального пассажирского самолёта на замену Ту-154 появились в ОКБ имени Туполева в 1973 году, хотя выдвигались предложения по дальнейшей модернизации Ту-154, аналогичные проекту коренной модернизации Ту-134 — Ту-134Д. В процессе работы над новым самолётом рассмотрено множество различных схем и компоновок, которые привели к трёхдвигательной схеме широкофюзеляжного самолёта, получившего обозначение Ту-204. Главным конструктором по проекту Ту-204 в январе 1979 года назначен Л. Л. Селяков. В первоначальном проекте предусматривались объёмные багажные помещения под стандартные контейнеры с грузами, машина становилась двухпалубной за счёт некоторой переразмеренности фюзеляжа (около 4,8 м), что позволяло маневрировать в эксплуатации соотношением загрузки пассажирами и грузами и оптимизировать потери, связанные с сезонностью перевозок и изменением величины пассажиропотока.
11 августа 1981 года вышло правительственное постановление о создании среднемагистрального самолёта с тремя двигателями Д-90 и современным ему уровнем расхода топлива. В 1982 году завершили постройку макета, однако этот проект не нашёл дальнейшего развития. В процессе разработки конструкторы отказались от трёхдвигательного варианта и перешли к проектированию самолёта с фюзеляжем нормальной ширины (около 4,0 м) по двухдвигательной схеме с двигателями, подвешенными на пилонах под крылом (впервые в практике КБ Туполева). Проект был полностью переработан и стал основой для рабочего проектирования Ту-204.

### Разработка
В 1982 году на коллегии МАП по инициативе министра И. С. Силаева принято решение о создании среднемагистрального самолёта Ту-204 с двумя двигателями и дальнемагистрального самолёта Ил-96 с четырьмя двигателями того же типа. В 1983 году Совет министров СССР издал постановление о разработке и постройке этих авиалайнеров. В постановлении указывалось, что создаваемые самолёты по конкурентоспособности не должны уступать западным образцам. В связи с этим объявили конкурс на выбор типового двигателя для новых пассажирских самолётов между СНТК им. Н. Д. Кузнецова и МКБ П. А. Соловьёва. Конкурс с проектом двигателя Д-90 (будущим ПС-90А) выиграло конструкторское бюро П. А. Соловьёва.
В КБ Туполева руководителем темы стал Л. А. Лановский, которого в 1985 году назначили главным конструктором Ту-204. При проектировании Ту-204 впервые широко использовали разработанную в КБ Туполева универсальную систему «Диана» для общего силового расчёта конструкции методом конечных элементов. Эта система позволила осуществить расчёт напряжённо-деформированного состояния конструкции, собственных форм и частот колебаний, динамической реакции и механики разрушений.
Применение вычислительной техники дало возможность оптимизировать конструктивно-силовую схему, провести автоматизированный весовой контроль, а также программировать процесс механической обработки деталей на станках с числовым программным управлением (ЧПУ). Благодаря использованию программы проектирования внешних обводов удалось обеспечить аналитическую плавность поверхности крыла при его весьма сложной аэродинамической форме, а также повысить точность провязки стапельной оснастки для отдельных агрегатов и подвижных элементов по сравнению с традиционным плазово-шаблонным методом.

Модель Ту-204 в аэродинамической трубе

При отработке аэродинамической компоновки особое внимание уделили выбору обводов крыла, как основному элементу, обеспечивающему аэродинамическую эффективность самолёта в целом. При определении формообразования крыла использован комплекс расчётных программ АПАК, а также параметрические испытания 26 моделей вариантов крыльев в аэродинамических трубах ЦАГИ.
С целью снижения массы разработчики приняли решение о широком внедрении в конструкцию самолёта композитных материалов на основе угле-, стеклоорганопластиков и гибридных материалов. Совместно с ВИАМ выполнен большой объём экспериментальных работ по исследованию композитных материалов на образцах и опытных изделиях, в результате чего разработана и внедрена директивная технология изготовления композитных деталей Ту-204. Масса применённых на самолёте композитных материалов составила 14 % от массы конструкции.
При разработке конструкции внедрены и другие технологические новшества: использованы длинномерные монолитно-сборные панели, панели крыла без стыков обшивок, крупноразмерные листы обшивок фюзеляжа и усовершенствованные крепёжные детали, в том числе титановые. Использование длинномерных полуфабрикатов и крупногабаритных листов позволило существенно уменьшить количество стыков на фюзеляже, в результате чего снизилась масса конструкции и улучшилось качество внешней поверхности самолёта. Особое внимание уделили повышению коррозионной стойкости конструкции. Усовершенствована схема теплозвукоизоляции, в нижней части гермокабины установлены дренажные клапаны, и усилено лакокрасочное покрытие. В конструкции применены новые материалы с улучшенными характеристиками вязкости, малоцикловой усталости, низкими скоростями роста трещин, а также высокопрочные с хорошими усталостными характеристиками.
К моменту окончания проектирования самолёт решили серийно строить на Ульяновском авиационно-промышленном комплексе (УАПК) им. Д. Ф. Устинова (с 1992 года ЗАО «Авиастар-СП»). Первый Ту-204 построен в Москве опытным производством АНТК им. А. Н. Туполева совместно с УАПК.

### Испытания

Опытный Ту-204 в первом полёте

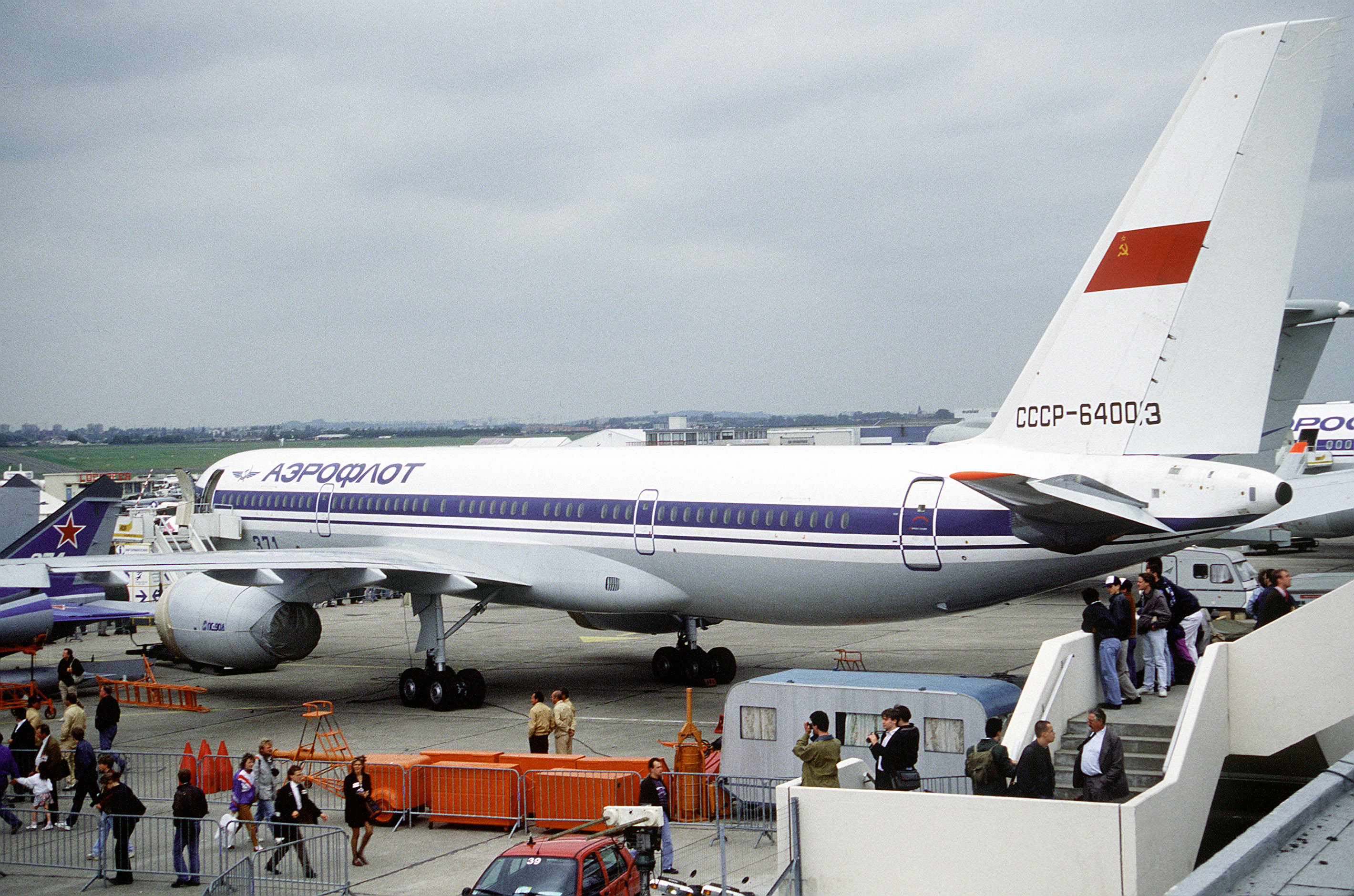
Ту-204 на авиасалоне в Ле-Бурже, 1991 год

Для проведения ресурсных и прочностных испытаний использовались два специально построенных самолёта. Ещё на этапе проектирования перешли от расчётов на статику к расчётам на ресурс и живучесть, что привело к снижению действующих напряжений. Экспериментальный «крест» (крыло — фюзеляж) после всех статических испытаний и искусственного доведения трещины до расчётного (нормированного) размера выдержал нагрузку в 140 % от расчётной.
Бортовые системы отрабатывались на стендах, а на моторно-испытательном комплексе смонтировали и испытали полноразмерную топливную систему.
Первый полёт опытного Ту-204 состоялся 2 января 1989 года на аэродроме ЛИИ имени М. М. Громова. Первая машина была оборудована средствами экстренного спасения экипажа, в пассажирском салоне установили большое количество различной контрольно-записывающей аппаратуры, которая должна была контролировать работу всех систем и агрегатов самолёта. Освоение серийного производства авиалайнера в Ульяновске началось ещё в 1987 году, поэтому в сертификационных испытаниях кроме опытной машины участвовали ещё три предсерийных самолёта, построенных УАПК.
По результатам испытаний в конструкцию самолёта был внесён ряд доработок и усовершенствований технологии производства. Большое внимание уделено отработке новых цифровых систем самолёта. В частности, разработаны 23 варианта автоматической бортовой системы штурвального управления, каждый из которых требовал не только тщательной проверки на надёжность, но и лётных испытаний. На всё это уходило время, одновременно с экономическими трудностями в стране начало снижаться финансирование программы, что растянуло сроки испытаний и получения сертификата типа на самолёт.
Полное прекращение бюджетного финансирования в начале 1990-х годов практически остановило сертификационные испытания, а самолёту ещё предстояли эксплуатационные испытания как неотъемлемая часть общего объёма испытаний пассажирского самолёта до передачи его авиакомпании.
Программа эксплуатационных испытаний включала в себя 250—400 полётов с общим налётом не менее 1000 часов. Многократные попытки КБ договориться о сокращении объёма эксплуатационных испытаний закончились безрезультатно. Отраслевые институты (ГосНИИ ГА и ГосНИИ АН) также остались без государственного финансирования и были заинтересованы в проведении максимально возможного количества полётов. Поэтому решили зарабатывать средства самостоятельно, начав перевозку грузов на этапе самих эксплуатационных испытаний.
Благодаря усилиям занимавшего в то время должность начальника ЖЛИиДБ В. Т. Климова, решение о совмещении эксплуатационных испытаний с грузовыми перевозками на самолётах Ту-204 подписано премьер-министром РФ В. С. Черномырдиным. Появилась возможность оплачивать авиационное топливо, аэропортовые сборы, метеообеспечение и аэронавигацию, а также стимулировать непосредственных участников испытаний в АНТК им. А. Н. Туполева, ЛИИ, ГосНИИ ГА, ГосНИИ АН и других организациях. Таким образом, только благодаря этим своевременно принятым мерам удалось закрыть все долги и в полном объёме завершить эксплуатационные испытания Ту-204.
Сертификат типа № 68-204 на самолёт Ту-204 с двигателями ПС-90А получен 29 декабря 1994 года.

## Конструкция

Схема Ту-204

Самолёты семейства Ту-204/214 представляют собой свободнонесущие монопланы нормальной схемы с низкорасположенным стреловидным крылом и двумя турбовентиляторными двигателями, установленными на пилонах под крылом. Крыло большого удлинения образовано сверхкритическими профилями, имеет отрицательную аэродинамическую крутку, положительный угол поперечного V (4°) и установлено под углом 3° 15’ к строительной горизонтали фюзеляжа. На концах крыла установлены вертикальные концевые крылышки (ВКК) — специально спрофилированные аэродинамические поверхности (винглеты) для снижения индуктивного сопротивления.
Механизация крыла состоит из предкрылков вдоль всей передней кромки и двухщелевых закрылков. Шасси — убирающееся, трёхопорное, с носовой стойкой. Силовая установка состоит из двух ТРДД ПС-90А или RB211-535E4 (модификации Ту-204-120).
Ту-204 — один из немногих пассажирских самолётов, который на практике подтвердил возможность безопасного завершения полёта со всеми неработающими двигателями. 14 января 2002 года самолёт Ту-204-100 № 64011 авиакомпании «Сибирь», следовавший рейсом Франкфурт — Новосибирск, в сложных метеоусловиях выработал всё топливо за 17 км от аэропорта Омска и совершил успешную посадку с двумя неработающими двигателями. При посадке никто не пострадал, а самолёт вскоре вернулся в эксплуатацию.

### Система кондиционирования воздуха
Система кондиционирования воздуха (СКВ) состоит из:
- системы отбора и предварительного охлаждения воздуха;
- двух автономных магистралей с независимыми установками охлаждения воздуха (УОВ);
- системы рециркуляции воздуха;
- систем регулирования температуры, управления и контроля.

Воздух в систему кондиционирования отбирается от компрессоров двигателей или ВСУ. Предусмотрена возможность подключения наземного кондиционера.
Система отбора воздуха обеспечивает подачу воздуха на наддув, охлаждение или обогрев гермокабины, на обогрев ВСУ, на аварийный наддув гидробаков, а также подачу воздуха на стартер воздушного запуска двигателя.
Регулирование температуры воздуха в кабине экипажа и пассажирских салонах производится автоматически в соответствии с установкой задатчиков температуры.

### Система управления
Система управления электродистанционная, имеет четыре контура:
- основной электродистанционный с цифровыми вычислителями;
- резервный электродистанционный с аналоговыми вычислителями;
- аварийный электродистанционный;
- аварийный механический.

Перемещение рулевых поверхностей осуществляется гидравлическими приводами системы управления рулями (СУР).
На самолётах семейства установлена разработанная с участием ЦАГИ автоматизированная система штурвального управления (АСШУ), входящая в систему управления рулями. Обеспечивая стабильность характеристик управляемости, система управления повышает безопасность полёта и существенно облегчает работу экипажа. Комплекс СУР с АСШУ выполняет следующие функции:
- обеспечение заданных характеристик устойчивости и управляемости;
- автоматическая балансировка самолёта стабилизатором в продольном канале;
- защита от выхода за эксплуатационные ограничения (по углу атаки, перегрузке, углу крена, скорости);
- ограничение отклонения руля высоты и руля направления по режимам полёта;
- автоматическое управление по сигналам вычислительной системы управления полётом (ВСУП).

Штурвальное управление по тангажу и крену осуществляется от Y-образных миништурвалов, а по курсу — от педалей. Конструктивно миништурвал и педали установлены на посту управления, обеспечивающем размещение внутренней проводки управления в минимальных габаритах. Посты управления механически связаны друг с другом.
На случай заклинивания предусмотрена возможность рассоединения механической проводки между постами управления рукояткой «РАСЦЕП» с выбором приоритета управления электродистанционных контуров АСШУ с рабочего места левого или правого лётчика.
Система управления обеспечивает алгоритмическую защиту от касания хвостом полосы, а также в случае отказа двигателя автоматически отклоняет руль направления для парирования разворачивающего момента.

### Система электроснабжения
Источниками электроэнергии являются генераторы (по одному на каждом двигателе), генератор вспомогательной силовой установки, аккумуляторы, а также работающие от гидросистемы аварийные привод-генераторы. На самолётах некоторых модификаций установлены генераторы переменных оборотов — постоянной частоты.
Основная система электроснабжения переменного трёхфазного тока напряжением 115/200 В стабильной частоты 400 Гц.
Вторичная система электроснабжения переменного тока напряжением 115/200 В стабильной частоты 400 Гц.
Вторичная система электроснабжения постоянного тока напряжением 27 В.

### Оборудование

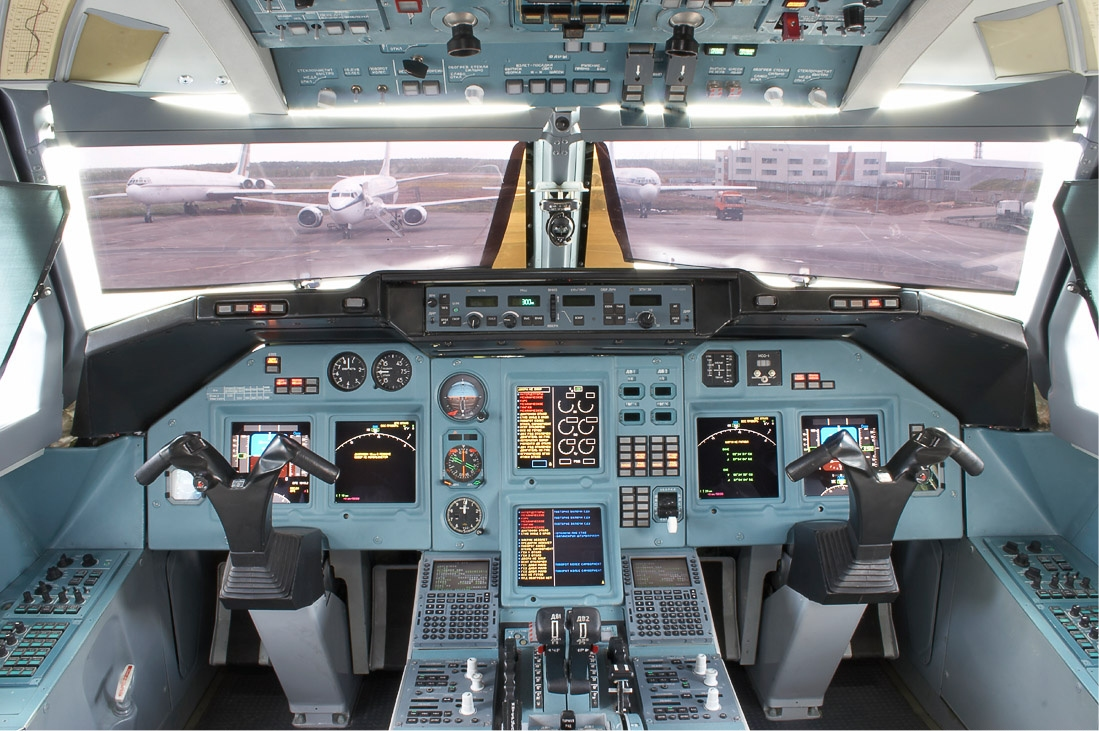
Кабина экипажа

Комплексная информационная система сигнализации (КИСС) обеспечивает выдачу на многофункциональных жидкокристаллических индикаторах текущей информации о параметрах работы двигателей, о параметрах и состоянии бортовых систем, а также об отказах в системах с рекомендациями по необходимым действиям экипажа. КИСС выдаёт также предупреждающую и аварийную звуковую сигнализацию. Одновременно КИСС собирает информацию для многоканальной системы регистрации параметров (МСРП), которая фиксирует параметры полёта и передаёт информацию в систему сбора и локализации отказов (ССЛО).
Информация, необходимая для пилотирования самолёта, выдаётся системой электронной индикации СЭИ на двух парах многоцветных жидкокристаллических индикаторов (комплексно-пилотажном индикаторе (КПИ) и комплексном индикаторе навигационной обстановки (КИНО), расположенных горизонтально на приборной панели пилотов. На индикаторы СЭИ также выводится видеоизображение с камер внутреннего наблюдения.
Пилотажно-навигационное оборудование обеспечивает автоматическое самолётовождение по заданным в плане полёта траекториям при полётах по оборудованным и необорудованным международным и внутренним воздушным трассам с выполнением требований RNP и RVSM.
В состав цифрового комплекса пилотажно-навигационного оборудования входят:
- вычислительная система самолётовождения;
- бортовая инерциальная лазерная навигационная система;
- средства измерения высотно-скоростных параметров и углов атаки;
- система воздушных сигналов;
- радиотехнические системы навигации и посадки;
- система предупреждения критических режимов (СПКР);
- система предупреждения столкновения самолётов в воздухе;
- система предупреждения приближения земли (СППЗ);
- метеорадиолокационная станция.

Все параметры полёта, навигационная и метеорологическая обстановка выдаются на экраны системы электронной индикации. Информация на экранах может выдаваться как в метрической, так и в британской системе единиц.
Резервные пилотажные приборы — указатель скорости, вариометр, барометрический высотомер, авиагоризонт, радиомагнитный индикатор, магнитный компас.
Автоматическое управление самолётом осуществляется вычислительной системой управления полётом (ВСУП) и вычислительной системой управления тягой (ВСУТ).
ВСУП формирует сигналы автоматического управления самолётом и командных индексов электронных индикаторов для директорного управления, а также другую информацию в смежные системы.
ВСУТ формирует сигналы для управления тягой и перемещения рычагов управления двигателями в зависимости от конфигурации самолёта и заданных экипажем или ВСУП параметров полёта.
Бортовые системы сопрягаются между собой с помощью широко распространённого интерфейса ARINC 429, что упрощает модернизацию оборудования, в том числе путём применения импортных комплектующих.

### Топливная система
Топливо на самолёте размещено в кессон-баках, образованных загерметизированной силовой конструкцией планера самолёта.
Расположение баков:
- два бака по 7000 кг в корневой части крыла (левый и правый);
- расходные отсеки по 1800 кг (левый и правый);
- два бака по 3375 кг в консольной части крыла (левый и правый);
- бак ёмкостью 2360 кг в кессоне киля;
- бак ёмкостью 8800 кг в центроплане.

Суммарная масса топлива составляет 35 710 кг. На некоторых специальных модификациях самолётов Ту-204/214 устанавливаются дополнительные топливные баки в фюзеляже.
Для уменьшения сопротивления в крейсерском режиме полёта применена автоматическая перекачка топлива после взлёта в хвостовой бак, размещённый в киле самолёта. Это позволяет смещать центр масс самолёта на 10 % средней аэродинамической хорды, тем самым уменьшая потери на балансировочное сопротивление.

### Гидравлическая система
Гидравлическая система выполнена в виде трёх независимых подсистем.
Основными источниками гидравлической мощности в гидросистемах являются насосы переменной производительности с приводом от двигателей самолёта.
Резервными источниками гидравлической мощности являются электрические насосные станции — по одной в каждой гидросистеме.
Аварийным источником гидравлической мощности является турбонасосная установка, которая выпускается в поток воздуха автоматически при отказе двух двигателей и после отключения двух генераторов, а также в ручном режиме. На ульяновских Ту-204 она расположена на правом борту, а на казанских Ту-214 — на левом.
Рабочая жидкость — НГЖ-5У, Skydrol LD-4 или Skydrol 500 B4. Рабочее давление в гидросистеме — 210 кгс/см2.

### Противообледенительная система
От обледенения защищены носки воздухозаборников двигателей, обтекатели вентилятора, лобовые стёкла кабины экипажа, приёмники полного давления, датчики аэродинамических углов.
Крыло и оперение мало подвержены нарастанию льда и противообледенительной системой не оснащены. Среди современных магистральных самолётов Ту-204 — единственный, крыло которого не требует наличия противообледенительной системы. В ходе испытаний подтверждена безопасность полётов без противообледенительной системы на несущих поверхностях и получены российский и европейский сертификаты.

## Производство
Производство серийных самолётов по годам:
| Год        | 1989 |
| ---------- | ---- |
| Количество | 1    |

| Год        | 1990 | 1991 | 1992 | 1993 | 1994 | 1995 | 1996 | 1997 | 1998 | 1999 |
| ---------- | ---- | ---- | ---- | ---- | ---- | ---- | ---- | ---- | ---- | ---- |
| Количество | 1    | 2    | 3    | 5    | 2    | 1    | 3    | 1    | 1    | 2    |

| Год        | 2000 | 2001 | 2002 | 2003 | 2004 | 2005 | 2006 | 2007 | 2008 | 2009 |
| ---------- | ---- | ---- | ---- | ---- | ---- | ---- | ---- | ---- | ---- | ---- |
| Количество | 4    | 3    | 4    | 3    | 2    | 3    | 4    | 2    | 10   | 6    |

| Год        | 2010 | 2011 | 2012 | 2013 | 2014 | 2015 | 2016 | 2017 | 2018 | 2019 |
| ---------- | ---- | ---- | ---- | ---- | ---- | ---- | ---- | ---- | ---- | ---- |
| Количество | 4    | 6    | 1    | 2    | 1    | 2    | 2    | 3    | 1    | 0    |

| Год        | 2020 | 2021 | 2022 | 2023 | 2024 | 2025 | 2026 | 2027 | 2028 | 2029 | 2030 |
| ---------- | ---- | ---- | ---- | ---- | ---- | ---- | ---- | ---- | ---- | ---- | ---- |
| Количество | 1    | 1    | 0    | 0    | 1    | 4*   | 7*   | 17*  | 28*  | 28*  | 28*  |

* Прим. - корректировка прогноза в мае 2024

### Кооперация поставщиков
| Разработчик                                                        | Производитель                                                                      | Поставляемые комплектующие |
| ------------------------------------------------------------------ | ---------------------------------------------------------------------------------- | --- |
| ПАО «Авиадвигатель»                                                | ПАО «Пермский моторный завод»                                                      | двигатели ПС-90А; ПС-90А2 с дополнительным генератором ГСА (ПСПЧ) и блоком контактора БКА (Ту-204 СМ) |
| Rolls-Royce                                                        | Rolls-Royce                                                                        | двигатели RB211-535E4 для Ту-204-120 |
| ПАО НПП «Аэросила»                                                 | ПАО НПП «Аэросила» ОАО «Уфимское агрегатное предприятие „Гидравлика“».             | вспомогательная силовая установка ТА-12-60; ТА-18-200М (Ту-204 СМ) |
| ПАО «Техприбор»                                                    | ПАО «Техприбор»                                                                    | комплекс топливоизмерения и центровки КТЦ-2-1, бортовая система контроля двигателя БСКД-90М |
| АО «ОКБ „Кристалл“»                                                | АО «ОКБ „Кристалл“»                                                                | аварийная турбонасосная установка, насосы топливной системы |
| ЗАО «Абрис»                                                        | ЗАО «Абрис»                                                                        | блок контроля и диагностики двигателя GEMU-122-5, резервный индикатор параметров двигателя |
|                                                                    | ОАО «Авиаагрегат»                                                                  | шасси, тормозная система 75Т-271 с модернизированным блоком БУПТ-24МД (Ту-204 СМ) |
| ПАО «Авиационная корпорация „Рубин“»                               | ПАО «Авиационная корпорация „Рубин“»                                               | тормозные диски, колёса, гидравлический насос, привод-генератор, агрегаты гидравлической системы |
|                                                                    | ОАО «Ярославский шинный завод»                                                     | шины |
|                                                                    | Michelin                                                                           | шины для Ту-204-120 |
|                                                                    | ПАО «Гидроагрегат»                                                                 | система дистанционного управления, рулевые агрегаты |
|                                                                    | ПАО ММЗ «Знамя»                                                                    | рулевые приводы |
|                                                                    | ПАО ММЗ «Рассвет»                                                                  | рулевые приводы |
| ОАО НПО «Родина»                                                   | ОАО НПО «Родина»                                                                   | рулевые приводы |
| ОАО «Московский институт электромеханики и автоматики»             | ОАО «Уфимское приборостроительное производственное объединение»                    | вычислительные системы управления полётом ВСУП-85-3, ВСУТ-85-3, АСШУ-204М, ВСУПТ-85-204 (Ту-204 СМ) |
| ФГУП «Научно-исследовательский институт авиационного оборудования» | ФГУП «Научно-исследовательский институт авиационного оборудования»                 | вычислительная система самолётовождения ВСС-95 (ВСС-100 — Ту-204СМ), комплексный пульт радиотехнических средств КПРТС-95М-1 |
| ПАО «Ульяновское Конструкторское Бюро Приборостроения»             | ПАО «Ульяновское Конструкторское Бюро Приборостроения»                             | комплексная информационная система индикации КИСС-1-9А, жидкокристаллические индикаторы ИМ-8, система предупреждения критических режимов СПКР; комплексная система электронной индикации и сигнализации КСЭИС-204Е и система преобразования аналоговой и дискретной информации СПАДИ-204 (Ту-204СМ) |
|                                                                    | ПАО «Чебоксарское научно-производственное приборостроительное предприятие „ЭЛАРА“» | блоки системы электронной индикации СЭИ-85, датчики системы АСШУ-204М |
| ПАО ДНИИ «Волна»                                                   | ПАО ДНИИ «Волна»                                                                   | система развлечения и обслуживания пассажиров, аппаратура видеонаблюдения |
| ЗАО «ЛАЗЕКС»                                                       | ЗАО «ЛАЗЕКС»                                                                       | интегрированная лазерно-спутниковая навигационная система НСИ-2000МТ |
| Honeywell                                                          | Honeywell                                                                          | инерциальная навигационная система HG2030AE21 для Ту-204-120 |
| НИИ "Буран"                                                        | ОАО «Киевский завод „Радар“»                                                       | метеонавигационная радиолокационная станция МНРЛС-85, Буран-А |
| Honeywell                                                          | Honeywell                                                                          | метеорадиолокационная станция RDR-4B для Ту-204-120 |
| АО «Навигатор»                                                     | ЗАО «ВНИИРА-Навигатор»                                                             | система раннего предупреждения близости земли (СРПБЗ TAWS), радионавигационное оборудование, система предупреждения столкновения в воздухе TCAS II \ ACAS II |
| НИИ "Буран"                                                        |                                                                                    | система предупреждения столкновения в воздухе стандарта TCAS I СПС-2000 |
| Honeywell                                                          | Honeywell                                                                          | система раннего предупреждения близости земли EGPWS, система предупреждения столкновения в воздухе TCAS II (для Ту-204-120) |
|                                                                    |                                                                                    | |
|                                                                    | ЗАО «Опытный завод НИИХИТ»                                                         | аккумуляторные батареи |
|                                                                    | VARTA                                                                              | аккумуляторные батареи для Ту-204-120 |
|                                                                    | ПАО «Электромашиностроительный завод „ЛЕПСЕ“»                                      | компоненты электросистемы, приводы стеклоочистителей |
| АО «Аэроэлектромаш»                                                | АО «Аэроэлектромаш»                                                                | компоненты электросистемы |
|                                                                    | ПАО «Сарапульский электрогенераторный завод»                                       | генераторы, выпрямительные устройства, блоки регулирования электросистем |
|                                                                    | ПАО «Конструкторское бюро электроизделий XXI века»                                 | внешняя светотехника, коммутационная аппаратура |
|                                                                    | ПАО «Электроавтомат»                                                               | коммутационная аппаратура |
|                                                                    | ПАО «Уральский завод электрических соединителей»                                   | электросоединители |
|                                                                    | ЗАО НПЦ «НИИ Микроприборов»                                                        | светодиодное освещение |
| ПАО НПО «Наука»                                                    | ПАО НПО «Наука»                                                                    | система кондиционирования воздуха, система автоматического регулирования давления |
| ПАО «НПП „Респиратор“»                                             | ПАО «НПП „Респиратор“»                                                             | кислородное оборудование |
|                                                                    | ПАО «Уфимский завод эластомерных материалов, изделий и конструкций»                | аварийно-спасательное оборудование (плоты для спасения на море, возможно трапы аварийной эвакуации) |
| Air Cruisers                                                       | Air Cruisers                                                                       | трапы аварийной эвакуации для Ту-204-120 |
|                                                                    | ПАО «Агрегат»                                                                      | пассажирские кресла |
| ООО «Фирма АККО»                                                   | ООО «Фирма АККО»                                                                   | пассажирские кресла |
|                                                                    | Минский завод гражданской авиации № 407 ОАО "558 АРЗ"                              | около 700 наименований по кооперации предложено с 2023-2024: 1) шланги воздушных топливных и гидравлических систем; 2) люки, кронштейны, фитинги, скобы, силовые элементы, детали шасси, резинотехнические изделия, металлические трубопроводы низкого и высокого давления                          |
| Холдинг «Росэлектроника»                                           | Концерн «Автоматика»                                                               | с 2023-го антенные системы спутниковой связи для мультимедиа системы самолёта и передачи служебной информации |

## Эксплуатация
23 февраля 1996 года Ту-204 борт RA-64011 «Внуковских авиалиний» совершил первый рейс с пассажирами по маршруту Москва — Минеральные Воды.
Ту-204 должен был стать таким же массовым, как и его предшественник — Ту-154. Однако с распадом СССР финансирование авиапрома резко сократилось, плановую экономику сменила рыночная, и Ту-204 вытеснили импортные подержанные машины. Недостатки в технической поддержке и низкие темпы производства привели к увеличению начального этапа освоения Ту-204 в эксплуатации. Нередко самолётам приходилось простаивать в ожидании запчастей и комплектующих изделий, что влекло за собой увеличение расходов на поддержание лётной годности и увеличение стоимости лётного часа. Это усугублялось и тем, что по требованию «Аэрофлота» на самолёте было оставлено место бортинженера, и экипаж всех модификаций Ту-204 (кроме Ту-204СМ) состоит из трёх человек, в то время как на большинстве современных лайнеров — два человека.
С начала 2000-х годов в конструкцию Ту-204/214 внесли ряд изменений. Самолёты начали оснащаться улучшенными пассажирскими креслами и бытовым оборудованием. Также обновлены авионика и системы — ряд блоков и агрегатов ещё советской разработки заменены на новые российские или импортные. В частности, изменения затронули системы самолётовождения, управления полётом, тягой, автоматического штурвального управления. Взамен индикаторов с электронно-лучевыми трубками установлены современные жидкокристаллические.

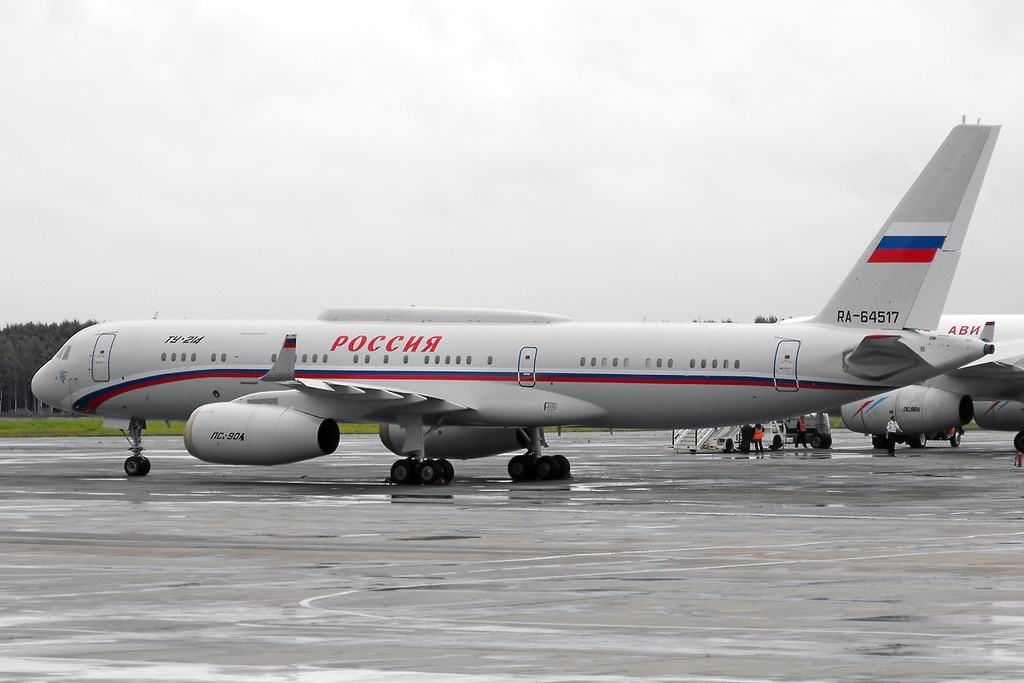
Ту-214ПУ, самолёт администрации Президента РФ

Ежегодно производится один лайнер для государственных заказчиков. На начало 2014 года самолёты семейства Ту-204/214 составляют основу самолётного парка правительственного авиаотряда — в СЛО «Россия» эксплуатируется 13 самолётов Ту-204 и Ту-214 различных модификаций.
Из-за отсутствия массового производства (делающего эксплуатацию самолёта рентабельной) и качественной системы послепродажного обслуживания Ту-204 не пользуется большим спросом у коммерческих авиаперевозчиков, хотя его последняя модификация Ту-204СМ вполне может составить реальную конкуренцию мировым бестселлерам Airbus A320 и Boeing 737. Крупнейшие эксплуатанты заявляют, что надёжность и эффективность Ту-204 не хуже, чем у аналогичных моделей Boeing и Airbus. Некоторые авиакомпании (в том числе весьма крупные — «Трансаэро» и Red Wings) неоднократно выражали заинтересованность в покупке лайнеров семейства Ту-204.
Программа создания наиболее современной модификации, Ту-204СМ, поддерживается Министерством промышленности и торговли РФ. Реализованные технические решения и улучшения конструкции позволили сократить экипаж до двух человек и повысить экономическую эффективность Ту-204СМ. В рамках реализации данной программы, как предполагается, будет выстроена новая схема послепродажного обслуживания и поддержания лётной годности, что также должно улучшить коммерческую привлекательность нового самолёта. Отработанные на Ту-204СМ технологии и разработки, как ожидается, будут применяться и при создании перспективных семейств пассажирских самолётов.
В конце 2013 года глава Минпромторга Денис Мантуров заявил, что в ближайшие пять лет различным авиакомпаниям могут быть поставлены 20 самолётов Ту-204СМ.
22 декабря 2015 года иранская авиакомпания Kish Air сообщила, что может приобрести у России до 15 самолётов Ту-204СМ, предназначенных для перевозки пассажиров и грузов на магистральных авиалиниях.
26 декабря 2015 года ПАО «Туполев» сообщила, что «готова предоставить Ирану лицензию на производство своих самолётов».
В 2015 году Минобороны РФ заказало 2 самолёта Ту-214ПУ-СБУС на сумму 5,6 млрд рублей. Оба самолёта получены в 2018.
Завод-изготовитель Авиастар-СП реализует (по состоянию на декабрь 2015 года) инициативную программу по выводу на рынок десятка Ту-204-100/300. Речь идёт о самолётах с салоном повышенной комфортности для корпоративной и деловой авиации. В течение двух ближайших лет будет выпущена партия самолётов Ту-204 с интерьерами повышенной комфортности.
В соответствии с отчётом ОАК за 2015 год (перспективы развития), в части производства Ту-204СМ планируется: рассмотрение возможностей субсидирования части себестоимости самолёта.
В декабре 2016 года заместитель главного конструктора АО Туполев Станислав Рыжаков сообщил о существовании масштабного проекта «по созданию грузового парка самолётов семейства Ту-204 для ФГУП Почта России» (в том числе, для перевозок из ММПО г. Мирный). 22 февраля 2017 года Министерство обороны РФ сообщило, что «планирует … старые … Ту-154 заменить на … Ту-214». Предполагается закупить «в совокупности десятки машин». 6 июня 2017 года начальник авиации войск национальной гвардии Российской Федерации генерал-лейтенант Александр Афиногентов сообщил, что «Военно-промышленной комиссией Российской Федерации одобрены контрольные цифры для планирования государственной программы вооружений на 2018—2025 годы, в том числе по вопросам закупки новой авиационной техники. Предлагается закупить самолёты … Ту-204-300».
В мае 2017 размещена информация о закупке 1 Ту-204-300 «Салон» для нужд МВД РФ и 25.08.2017 заключён госконтракт на восстановление лётной годности и переоборудование самолёта RA-64026 (выпущен 06.06.2005) на сумму 1,7 млрд рублей (~28,5 млн $ по курсу на 24.08.2017) вместе с первым обслуживанием и обучением экипажа.
В августе 2017 ОАК заказал 3 новых самолёта Ту-214ПУ (вероятно Ту-214ПУ-СБУС для специального лётного отряда «Россия») стоимостью 13,6 млрд рублей, то есть 4,53 млрд рублей (75,5 млн $) каждый.
В апреле 2022 появилась информация о том, что ОАК оценивает восстановление лётной годности и переоборудование каждого Ту-204/Ту-214, принадлежащих «Ильюшин Финанс Ко» (ИФК, входит в «Ростех») в 1,5 млрд рублей для коммерческих рейсов и в 3 млрд рублей в комплектацию VIP.
В июле 2022 появилась информация о том, что Red Wings, Авиастар-Ту и Волга-Днепр рассматривают возможность взять в лизинг восстановленные 11 пассажирских и грузовых самолётов, 8 из которых это пассажирские и грузовые самолёты Ту-204/214. При этом Минпромторг готов выделить 4,62 млрд рублей (30 % от стоимости восстановления 8-ми самолётов) на восстановление лётной годности и модернизацию именно Ту-204/Ту-214. В какие комплектации будет производиться восстановление не сообщается.
В сентябре 2022 на Восточном экономическом форуме авиакомпания Аэрофлот и производитель ОАК подписали соглашение о намерениях по закупке 40 Ту-214, 7 из которых будут поставлены уже в 2024. Всего до 2030 года планируется закупить 339 самолётов: 210 МС-21, 89 Sukhoi Superjet-NEW, 40 Ту-214
- в январе 2023 стало известно, что первые 11 Ту-214 для Аэрофлота будут поставлены через лизинговую компанию «Авиакапитал-Сервис» в период с 2024 по 2026 по цене от 3,144 млрд до 3,285 млрд рублей ($46,5 млн - $48,6 млн по курсу на 14.01.2023). 100% стоимости профинансируют из ФНБ через покупку долговых обязательств лизинговых компаний со сверхнизкой доходностью в 1,5%. Всего до 2026 года будет приобретено 63 лайнера: 18 МС-21, 34 Sukhoi Superjet-NEW, 11 Ту-214[71]. Оставшиеся 29 лайнеров по соглашению о намерениях сентября 2022 поступят с 2026 по 2030 по отдельному инвестиционному проекту.

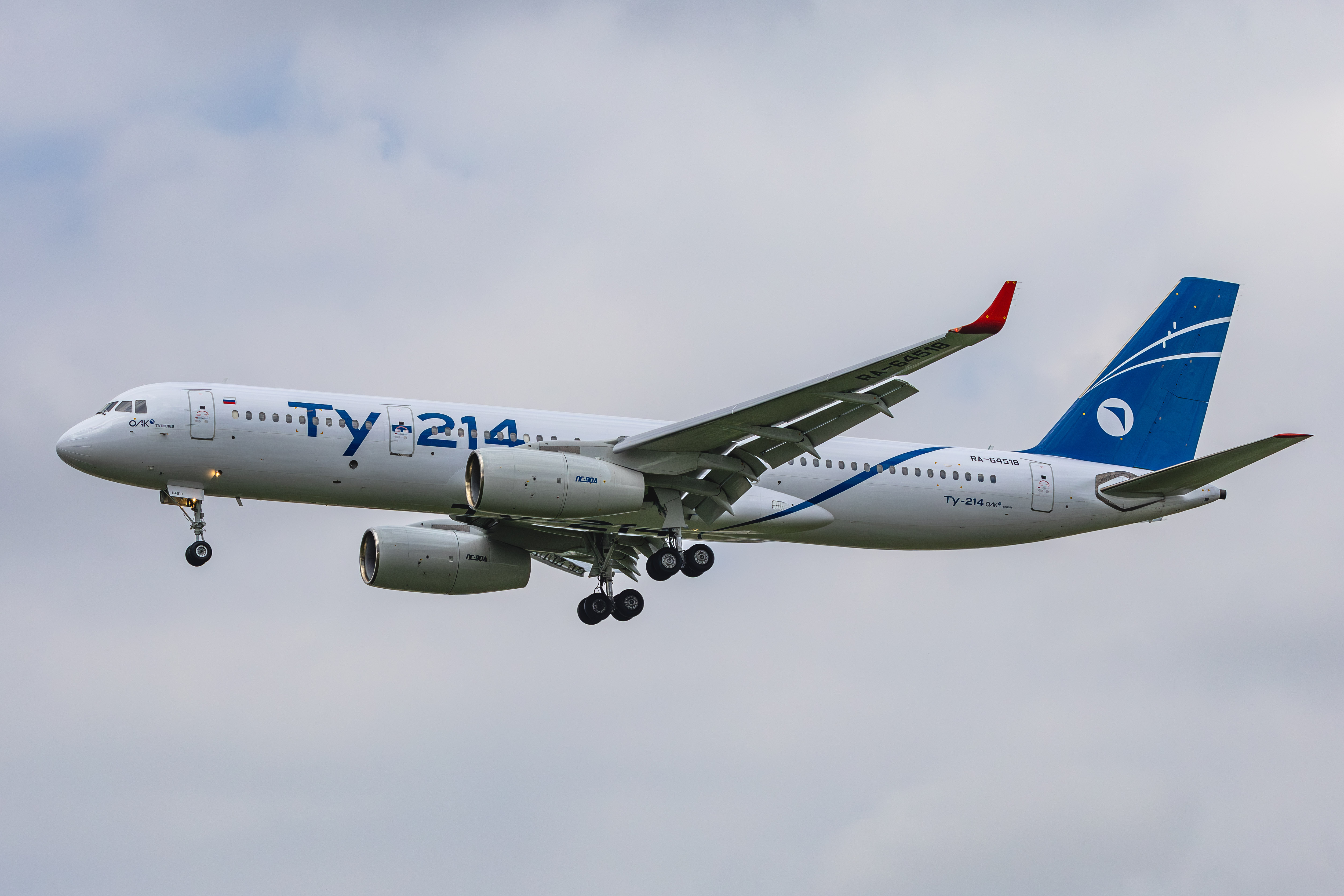
Ту-214, возвращенный в парк авиакомпании Red Wings

20 октября 2022 президент Республики Татарстан Рустам Минниханов сообщил в послании к Госсовету РТ, что с республиканским заказчиком подписан контракт на поставку четырёх самолётов Ту-214. Этой авиакомпанией стала «ЮВТ Аэро». Две машины будут поставлены в 2024 году, ещё две – в 2025-м. Самолёты рассчитаны на трёх членов экипажа.
В последние дни 2023 года авиакомпания Red Wings вернула в парк Ту-214 от которого она отказалась в 2017 году из-за низкой экономической эффективности по сравнению с Airbus 321 (RA-64518). 2 февраля 2024 года ещё самолёту Ту-204 авиакомпании был возвращён сертификат полётной годности (RA-64043). По состоянию на июль 2025, в процессе поступления во флот находится Ту-214 2024 года выпуска (RA-64535).
В России эти самолёты также эксплуатируются в правительственных целях; также эксплуатируются грузовые борта.

### Эксплуатанты

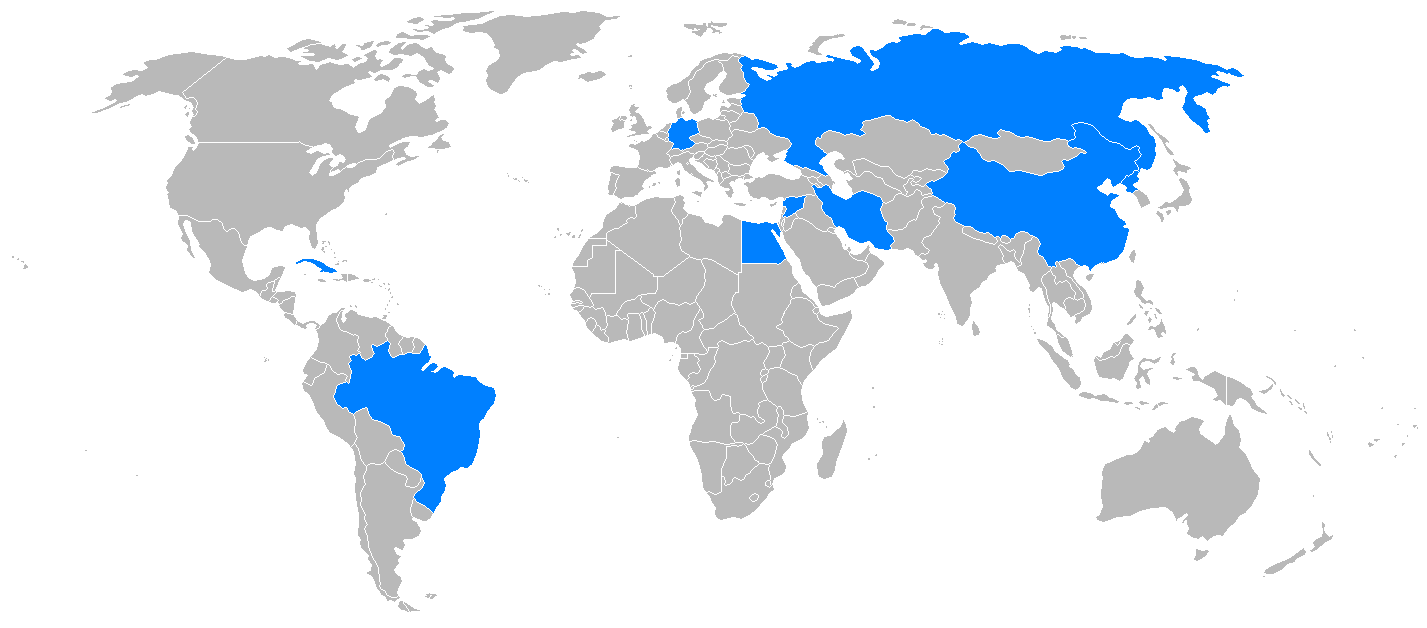
Страны, где используется Ту-204

С начала серийного производства (1990) изготовлено 89 самолётов Ту-204/Ту-214 различных модификаций. На январь 2017 года в эксплуатации находилось 39-43 самолёта (разнятся данные по самолётам ВВС РФ) семейства Ту-204/Ту-214.

#### Текущие эксплуатанты
| авиакомпания                               | модификация                                 | действующие                            | заказанные | на хранении |
| ------------------------------------------ | ------------------------------------------- | -------------------------------------- | ---------- | ----------- |
| Авиастар-ТУ                                | 4 × 204-100СE 2 × 214 1 × 204 1 × 204-100BE | 3 (включая 2 в лизинге у Почты России) | 0          | 5           |
| Авиастар-УАПК                              | 1 × 204-100BE 2 × 204СМ                     | 0                                      | 2          | 1           |
| China Eastern Cargo Airlines               | 204-120CE                                   | 0                                      | 0          | 1           |
| Китайский лётно-исследовательский институт | 204-120CE                                   | 1                                      | 0          | 0           |
| Космос (РКК Энергия)                       | 204-300                                     | 2                                      | 0          | 0           |
| Россия-СЛО (правительственный авиаотряд)   | 214 214ПУ-СБУС 204—300                      | 17                                     | 0 (2)      | 2           |
| ВВС РФ                                     | 2 × 214Р 2 × 214ОН 4 × 214СР 1 × 214ПУ-СБУС | 6 — 9                                  | 0          | 0           |
| Россия — Росгвардия                        | 204-300 «Салон»                             | 1                                      | 0          | 0           |
| Россия                                     | 11 × 214                                    | 0                                      | 11         | 0           |
| Cubana                                     | 2 × 204-100BE 2 × 204-100СE                 | 0                                      | 0          | 4           |
| Air Koryo                                  | 1 × 204—300 1 × 204-100BE                   | 2                                      | 2          | 0           |
| Sky KG Airlines                            | 204-100BE                                   | 0                                      | 0          | 2           |
| Red Wings                                  | 7 × 204-100ВЕ 1 × 214 1 × 214 (Минпромторг) | 3                                      | 1          | 7           |
| «Авиакапитал-Сервис» (для Аэрофлот)        | 11 × 214                                    | 0                                      | 11         | 0           |
| Аэрофлот                                   | 18(29) × 214                                | 0                                      | 18         | 0           |
| ЮВТ-Аэро                                   | 4 × 214                                     | 0                                      | 4          | 0           |
| Бизнес Аэро АНО (для ВТБ)                  | 204-300                                     | 1                                      | 0          | 0           |
| РуссДжет                                   | 204-100BE                                   | 1                                      | 0          | 0           |
| РуссЭйр (СПб)                              | 204-100BE                                   | 1                                      | 0          | 0           |
| КБ Туполева                                | 1 × 214 2 × 204СМ 2 × 204-100С 1 × 204—300  | 1                                      | 0          | 5           |
| КАЗ им. Горбунова                          | 2 × 214ПУ-СБУС 1 × 214 1 × 214 (МЧС РФ)     | 2                                      | 1          | 1           |
| Якутия                                     | 12 × 214                                    | 0                                      | 12         | 0           |
| S7 Airlines                                | 100 × 214                                   | 0                                      | 100        | 0           |
| всего                                      | все модификации                             | 39 — 43                                | 173 — 175  | 35          |

#### Бывшие эксплуатанты

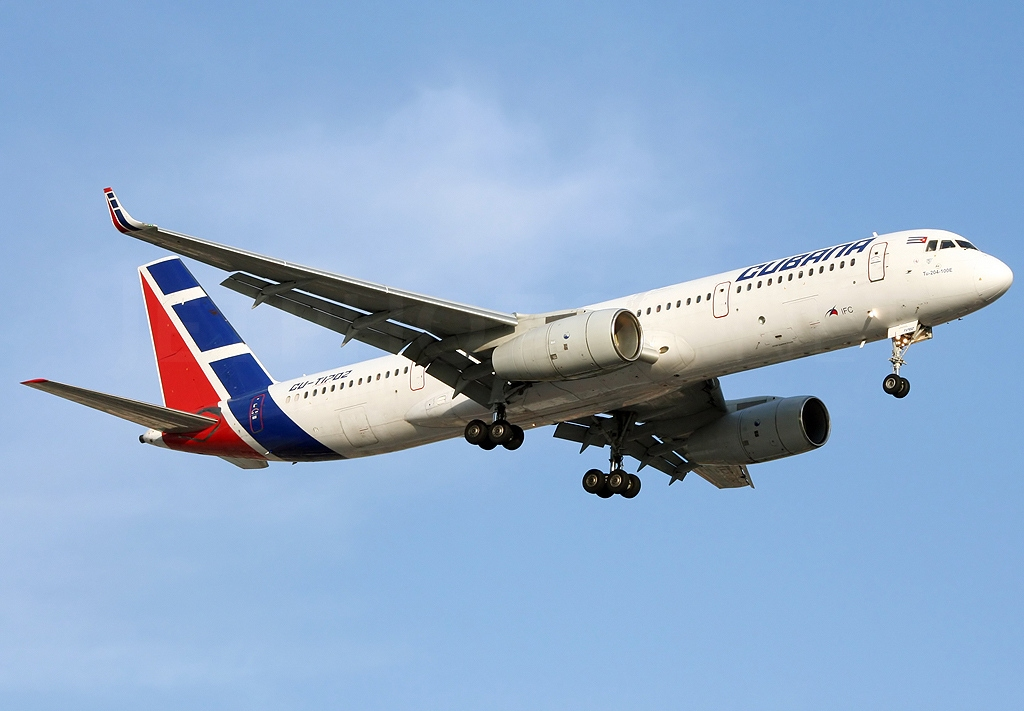
Ту-204 «Cubana»

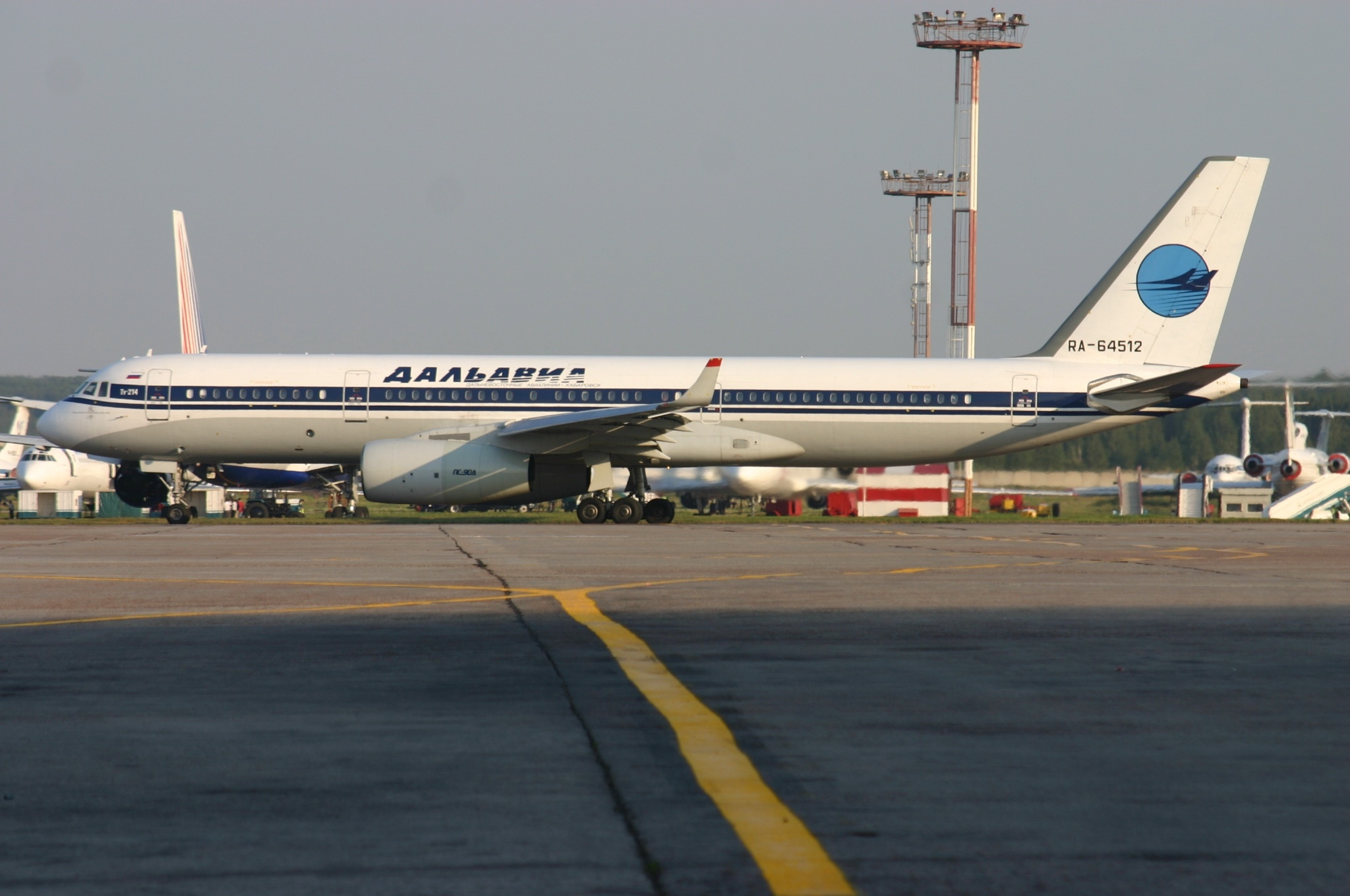
Ту-214 «Дальавиа»

| авиакомпания           | модификация   | статус     | примечания                                                                                         |
| ---------------------- | ------------- | ---------- | -------------------------------------------------------------------------------------------------- |
| Air China Cargo        | 204-120CE     | поставлены | выведены из эксплуатации                                                                           |
| Blue Wings             | 204-100/204СМ | заказаны   | планировалось получение от родительской Red Wings; заказ отменён из-за банкротства авиакомпании    |
| Cairo Aviation         | 204-120СЕ     | поставлены | авиакомпания обанкротилась в 2018 году                                                             |
| S7 Airlines            | 204-100       | поставлены | унаследовала от Внуковских авиалиний (с 2008 года S7 прекратила эксплуатацию российских самолётов) |
| Аэрофлот               | 204-100       | поставлены | переданы другим авиакомпаниям, в том числе во Внуковские авиалинии                                 |
| Дальавиа               | 214           | поставлены | авиакомпания обанкротилась в 2009 году                                                             |
| Кавминводыавиа         | 204-100       | поставлены | авиакомпания обанкротилась в 2011 году                                                             |
| Красноярские авиалинии | 214           | поставлены | авиакомпания обанкротилась в 2008 году                                                             |
| Омскавиа               | 204-100       | заказаны   | заказ отменён из-за банкротства авиакомпании                                                       |
| Трансаэро              | 214           | поставлены | первичный заказчик модификации; авиакомпания обанкротилась в 2015 году                             |
| Владивосток Авиа       | 204-300       | поставлены | первичный заказчик модификации                                                                     |
| Внуковские авиалинии   | 204-100       | поставлены | первичный заказчик; авиакомпания обанкротилась в 2001 году                                         |

## Лётно-технические характеристики
Источники:
| Характеристика                                               | Ту-204-100        | Ту-204С                    | Ту-204-120        | Ту-214 (Ту-204-200) | Ту-204-300        | Ту-204СМ          |
| ------------------------------------------------------------ | ----------------- | -------------------------- | ----------------- | ------------------- | ----------------- | ----------------- |
| Первый полёт                                                 | 25.03.1993        | 23.03.2000                 | октябрь 1998      | 21.03.1996          | 18.08.2003        | 29.12.2010        |
| Начало эксплуатации                                          | 1996              | 2003                       | 1998              | 2001                | 2005              | 2010              |
| Размах крыла                                                 | 41,8 м            | 41,8 м                     | 41,8 м            | 41,8 м              | 41,8 м            | 41,8 м            |
| Длина                                                        | 46,14 м           | 46,14 м                    | 46,14 м           | 46,14 м             | 40,19 м           | 46,14 м           |
| Высота на стоянке                                            | 13,88 м           | 13,88 м                    | 13,88 м           | 13,88 м             | 13,88 м           | 13,88 м           |
| Ширина фюзеляжа                                              | 3,8 м             | 3,8 м                      | 3,8 м             | 3,8 м               | 3,8 м             | 3,8 м             |
| Площадь крыла                                                | 184,17 м²         | 184,17 м²                  | 184,17 м²         | 184,17 м²           | 184,17 м²         | 184,17 м²         |
| Вес пустого                                                  |                   |                            |                   |                     |                   | 60 500 кг         |
| Макс. коммерческая нагрузка                                  | 21 000 кг         | 30 000 кг                  | 21 000 кг         | 25 200 кг           | 18 000 кг         | 23 000 кг         |
| Макс. заправка топливом                                      | 32 800 кг         | 32 800 кг                  | 32 800 кг         | 35 710 кг           | 36 000 кг         | 35 800 кг         |
| Макс. взлётная масса                                         | 103 000 кг        | 103 000 кг                 | 103 000 кг        | 110 750 кг          | 107 500 кг        | 108 000 кг        |
| Макс. посадочная масса                                       | 88 000 кг         | 91 500 кг                  | 88 000 кг         | 93 000 кг           | 88 000 кг         | 89 500 кг         |
| Макс. пассажировместимость                                   | 210               | —                          | 210               | 210                 | 164               | 222               |
| Ширина салона                                                | 3,56 м            | 3,56 м                     | 3,56 м            | 3,56 м              | 3,56 м            | 3,56 м            |
| Высота салона                                                | 2,11 м            | 2,11 м                     | 2,11 м            | 2,11 м              | 2,11 м            | 2,11 м            |
| Экипаж                                                       | 3                 | 3                          | 3                 | 3                   | 3                 | 2                 |
| Крейсерская скорость                                         | 830—850 км/ч      | 830—850 км/ч               | 830—850 км/ч      | 830—850 км/ч        | 830—850 км/ч      | 830—850 км/ч      |
| Максимальная скорость                                        | 850 км/ч          | 850 км/ч                   | 850 км/ч          | 850 км/ч            | 850 км/ч          | 850 км/ч          |
| Крейсерская высота полёта                                    | 10 100 — 12 100 м | 10 100 — 12 100 м          | 10 100 — 12 100 м | 10 100 — 12 100 м   | 10 100 — 12 100 м | 10 100 — 12 100 м |
| Дальность полёта с максимальным запасом топлива              | 7900 км           | 8300 км                    | 6810 км           | 6890 км             | 8200 км           | 8300 км           |
| Дальность полёта с максимальной коммерческой нагрузкой       | 3600 км           | 4000 км                    | 3940 км           | 3900 км             | 5920 км           | 3600 км           |
| Двигатели                                                    | 2 × ПС-90A        | 2 × ПС-90A                 | 2 × RB211-535E4   | 2 × ПС-90A          | 2 × ПС-90A        | 2 × ПС-90A2       |
| Средний часовой расход топлива (при макс. коммерч. нагрузке) | 3180 кг/ч         | 3180 кг/ч                  | 3210 кг/ч         | 3400 кг/ч           | 3180 кг/ч         | 3460 кг/ч         |
| Требуемая длина ВПП для взлёта                               | 1780 м            | 2600 м (класс аэродрома Б) | 2500 м            | 2030 м              | 1870 м            | 1800 м            |

## Пассажирские модификации

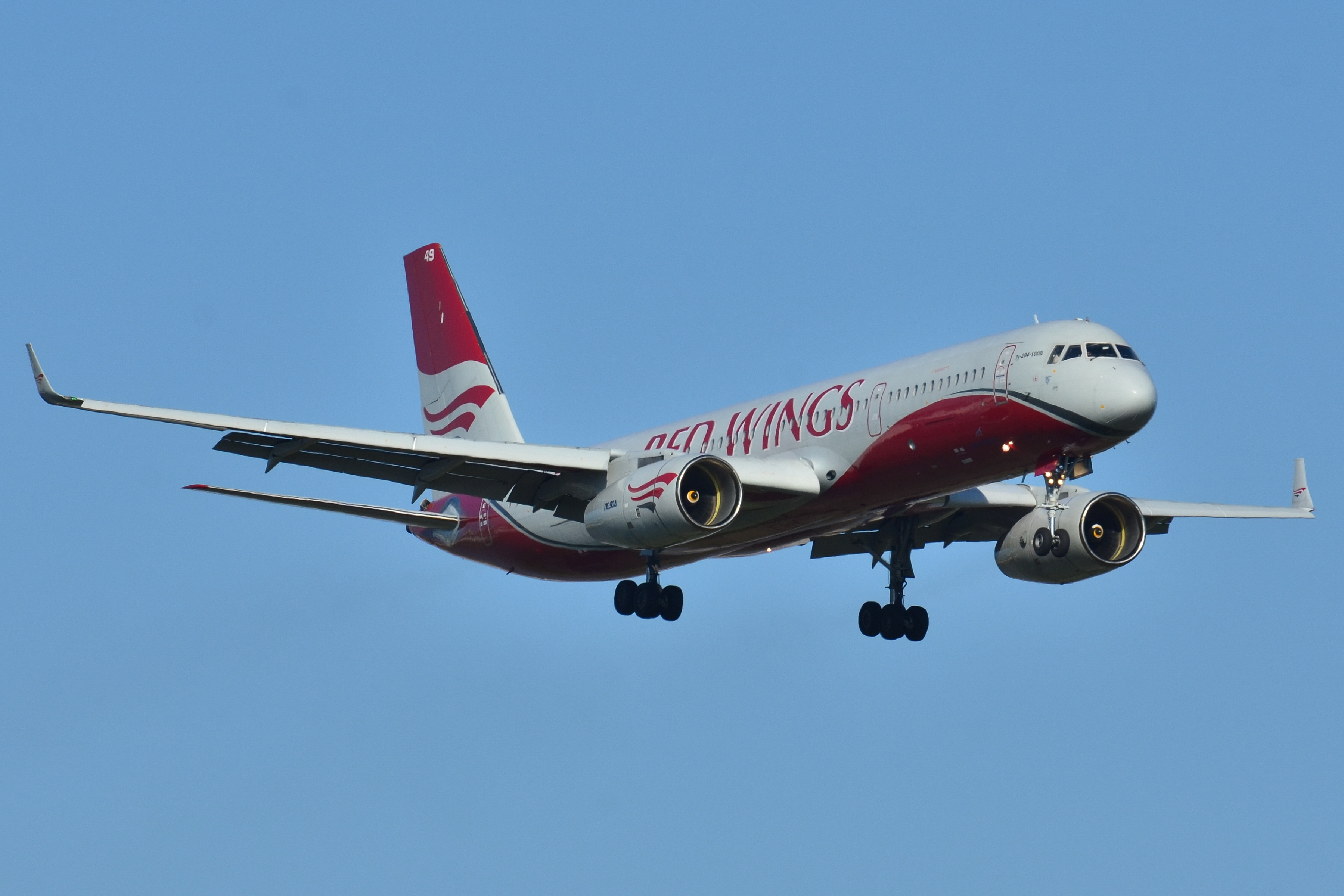
Ту-204-100 авиакомпании Red Wings Airlines

Ту-204 — базовый вариант со взлётной массой 94,6 т. Первый полёт состоялся 2 января 1989 года.
Ту-204-100 — модификация Ту-204 с увеличенной взлётной массой. Вмещает до 210 пассажиров. Сертифицирован в январе 1995 года. Максимальная взлётная масса Ту-204-100 составляет 103 тонны, дальность полёта с 210 пассажирами на борту — 4600 км.
Ту-204-200 — модификация Ту-204-100 с дополнительными топливными баками для большей дальности полёта. Построено 2 самолёта с бортовыми номерами RA-64036 и RA-64037 на заводе «Авиастар» в Ульяновске. Выпускается в Казани под обозначением Ту-214.
Ту-204-100Е — самолёт с модернизированным оборудованием, англоязычной кабиной экипажа, двигателями ПС-90А и максимальной взлётной массой 105 тонн.
Ту-204-100В — созданная на основе наработок по Ту-204-100Е модификация с модернизированным оборудованием и русскоязычной кабиной экипажа.
Ту-204-100В-04 — модификация Ту-204-100В с двигателями ПС-90А 4 ступени, отвечающими требованиям Главы 4 Приложения 16 ИКАО по шуму на местности.
Ту-204-120 — является модификацией Ту-204-100/200, оснащённой западной авионикой и английскими двигателями Rolls-Royce RB211-535E4 (2×19500 кгс), которая создана с целью расширения потребительских свойств самолёта. Первый полёт данного самолёта состоялся 14 августа 1992 года. Первым заказчиком данного типа, а также его грузового варианта Ту-204-120С стала египетская авиакомпания Cairo Aviation. Поставки в Египет начались в 1998 году (поставлено пять самолётов).
Максимальная взлётная масса Ту-204-120 составляет 103 тонны, коммерческая нагрузка грузовой модификации Ту-204-120С составляет 27 тонн, дальность полёта с 210 пассажирами на борту — 4600 км. Самолёт соответствует стандартам шума Главы 3 Приложения 16 ИКАО и всем прочим стандартам ИКАО.

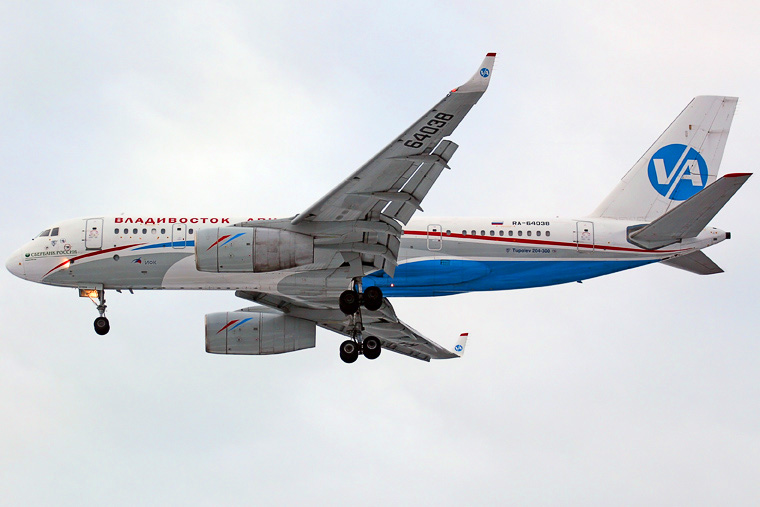
Ту-204-300 авиакомпании Владивосток Авиа

Ту-204-300 (прежнее обозначение — Ту-234) — вариант с укороченным на 6 метров по сравнению с базовой версией фюзеляжем и значительно увеличенной дальностью. Вмещает до 162 пассажиров, хотя базовая компоновка подразумевает размещение 142 пассажиров (8 в бизнес-классе и 134 в экономклассе). Разработан в трёх вариантах с дальностью полёта 3400, 7500 и 9250 км. Таким образом, Ту-204-300 — первый российский двухмоторный самолёт, способный совершить беспосадочный перелёт во Владивосток из Москвы и Санкт-Петербурга. Максимальная взлётная масса самолёта составляет 107,5 т. Ту-204-300 оснащён российским комплексом авионики КСПНО-204 и двигателями ПС-90А (2×16140 кгс). Самолёт отвечает всем современным и перспективным требованиям ИКАО и Евроконтроля, имеет комфортабельные условия для пассажиров, включая систему аудио- и видеоразвлечений в полёте.
Первый полёт Ту-204-300 совершил 18 августа 2003 года, тогда же был продемонстрирован на авиакосмическом салоне МАКС-2003. Сертификат типа и лётной годности выдан самолёту 14 мая 2005 года. Первым заказчиком Ту-204-300 стала авиакомпания Владивосток Авиа. Производится серийно на заводе «Авиастар-СП» в Ульяновске.
Ту-204-300А — модификация для административных перевозок. Максимальная дальность с расчётным количеством пассажиров на борту увеличена до 9600 км.
Самолёт оснащён салоном повышенной комфортности, душевой кабиной, системой спутниковой связи, регулируемым основным освещением и программируемым полноцветным освещением салона. Количество пассажирских мест — 26. Заправка топливом — 42 000 кг.
Ту-204-300 «Салон» — модификация для МВД РФ с 55 креслами, каютой главного пассажира, переговорной и кабинетом на основе восстановленного Ту-204-300 (RA-64026, выпущен 06.06.2005). Стоимость восстановления лётной годности согласно данным госконтракта от 25.08.2017 составила 1,7 млрд рублей (~28,5 млн $) вместе с первым обслуживанием и обучением экипажа. Дальность перелёта должна превышать расстояние от Москвы до Петропавловска-Камчатского (6773 км). Салон разделён на 3 класса и вестибюли (схему раньше можно посмотреть в госконтракте на стр. 19, а теперь только в сети) и включает в себя:
- 4 кресла для бортпроводников и шкаф в отдельном помещении;
- апартаменты главного пассажира с двуспальной кроватью, шкафом, тумбой и туалетом и душем;
- рабочий кабинет с 1 креслом, трёхместным диваном с ремнями, столом и шкафом;
- 4 кресла, расположенных по 2 кресла друг против друга, а между каждой парой кресел стол напротив апартаментов и кабинета;
- переговорная с 3 креслами и широким диваном с двумя большими стационарными столами между ними, тумбой для МФУ, а также напротив пятиместным диваном;
- 8 кресел бизнес класса, расположенных блоками по 2 кресла в 2 ряда;
- 30 кресел экономкласса, расположенных блоками по 3 кресла в 2 ряда;
- туалет для пассажиров;
- туалет для экипажа.

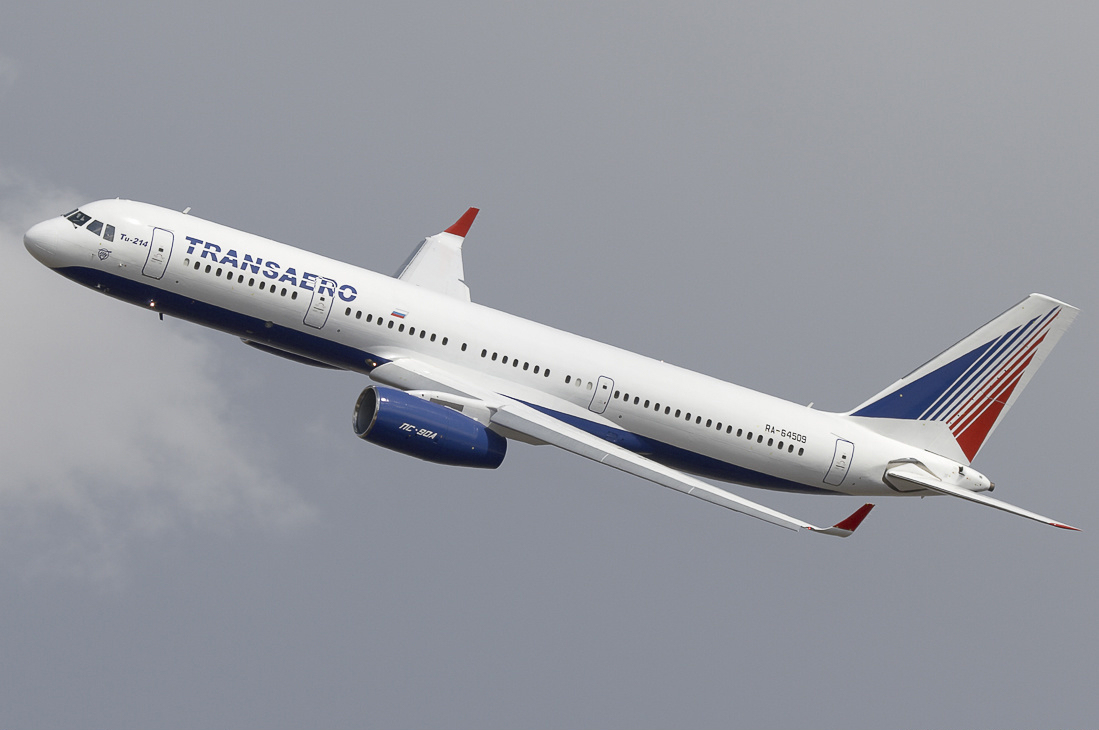
Ту-214 авиакомпании «Трансаэро»

Ту-214 (первоначальное обозначение Ту-204-200) — является модификацией Ту-204 с увеличенной до 110,75 тонны максимальной взлётной массой (103,0 т у Ту-204-100) и увеличенной до 25,2 тонны максимальной коммерческой нагрузкой (21,0 т у Ту-204). Первый полёт осуществлён 21 марта 1996 года. Самолёт сертифицирован по российским нормам АП-25 (гармонизированным с зарубежными FAR-25 и JAR-25). Осенью 1997 года два самолёта под обозначением Ту-204-200 начали собирать на «Авиастаре» в Ульяновске. Затем серийное производство этого самолёта под обозначением Ту-214 стало осуществляться Казанским авиационным производственным объединением имени С. П. Горбунова. С апреля 2010 года производится только в спецкомплектациях, производство коммерческой версии прекращено.
Также разработаны специальные модификации Ту-214: Ту-214ПУ (пункт управления), Ту-214СР (самолёт-ретранслятор), Ту-214СУС (самолёт - узел связи) — самолёты для администрации президента РФ, оборудованные специальными средствами связи, самолёт-разведчик Ту-214Р, «летающая лаборатория» Ту-214ЛМК, а также Ту-214ОН («Открытое небо») — самолёт с цифровым аэрофотокомплексом, радиолокатором бокового обзора с синтезированной апертурой, инфракрасной и телевизионной аппаратурой предназначен для выполнения наблюдательных полётов в рамках Договора по открытому небу.

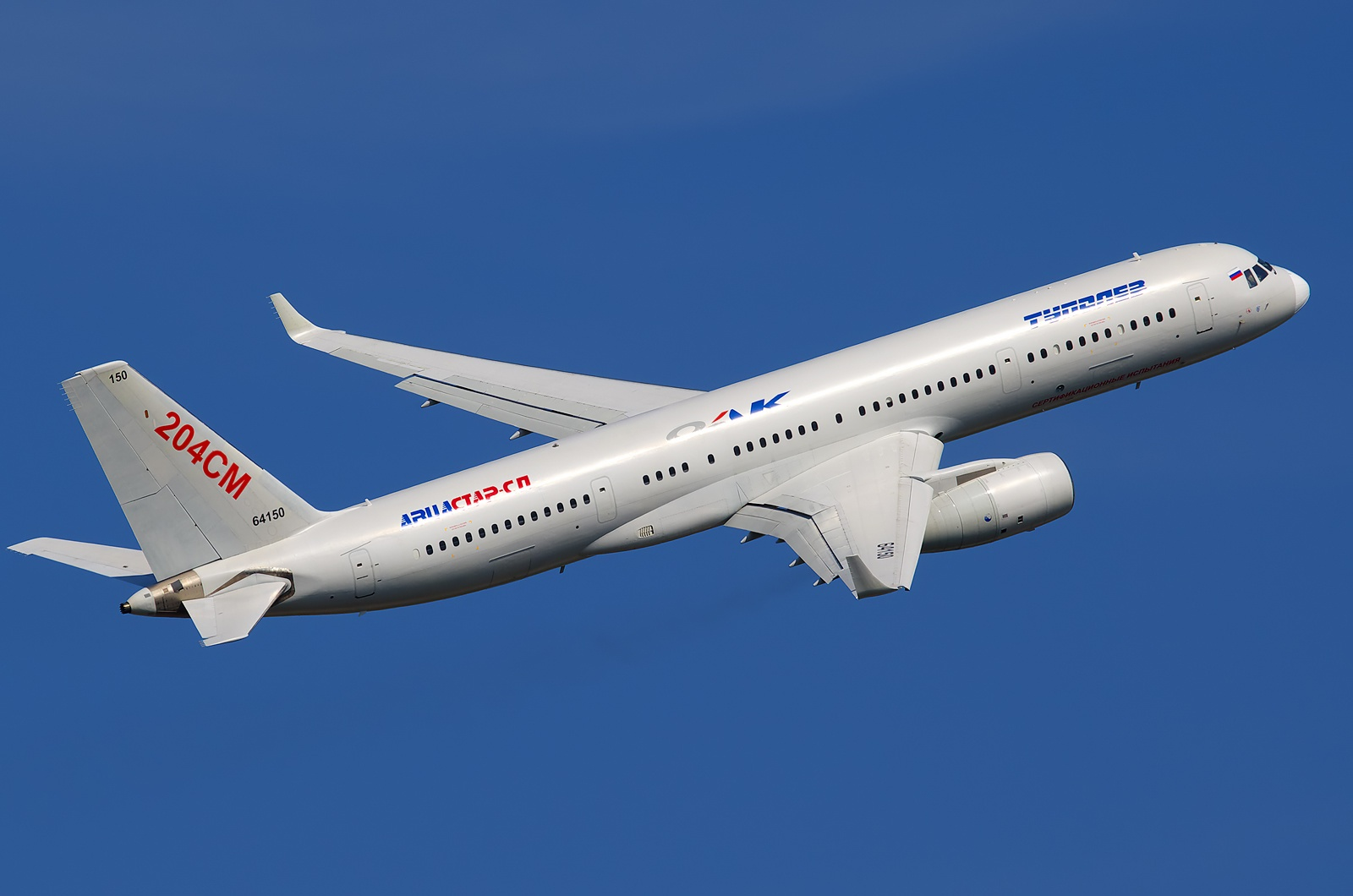
Ту-204СМ

Ту-204СМ — обновлённый вариант Ту-204. По сравнению с Ту-204-100 увеличена максимальная взлётная масса, обновлено бортовое радиоэлектронное оборудование, что позволило сократить экипаж до двух человек (без бортинженера, что соответствует мировой практике для самолётов данного класса).
По сравнению с конструкцией базовых самолётов семейства Ту-204/214 на самолёте Ту-204СМ проведены следующие основные изменения:
- модернизированные ТРДД ПС-90А2 с пониженной стоимостью жизненного цикла и увеличенными межремонтным и назначенным ресурсами основных деталей и агрегатов (для холодной части — до 20 000 циклов и для горячей части — 10 000 циклов);
- новая ВСУ ТА-18-200М с увеличенной высотностью запуска и работы; внедряется новое оборудование, выполняющее функции в соответствии с современными и перспективными требованиями ИКАО и Евроконтроля;
- модернизированное шасси, конструкция которого обеспечивает ресурс, соответствующий ресурсу планера самолёта;
- улучшается интерьер пассажирского салона;
- разрабатывается и устанавливается система управления общесамолётным оборудованием (СУОСО) и система технического обслуживания и диагностики;
- кабина экипажа, обеспечивающая управление самолётом двумя лётчиками;
- доработанные системы энергоснабжения, управления, топливная и гидравлическая система, новая система кондиционирования воздуха, вводится цифровая система СКВ и электроприводы в системе механизации крыла.

Характеристики Ту-204СМ:
- Состав экипажа: 2 человека.
- Дальность при максимальной нагрузке: 4200 км.
- Класс аэродрома: B (code D ICAO).
- Длина ВПП (пробег): 1800 м.
- Категория посадки: IIIA.
- Шум на местности: удовлетворяет требованиям главы 4 Приложения 16 ИКАО.
- Проектный ресурс: 60 000 ч, 30 000 полётов, 25 календарных лет.
- Наработка на отказ: не менее 12 000 ч, 6000 полётов при налёте 300—350 лётных часов в месяц.

29 декабря 2010 года заслуженный лётчик-испытатель Виктор Минашкин успешно провёл первые лётные испытания Ту-204СМ.
По состоянию на первый квартал 2012 года ОАО «Туполев» имело в своём портфеле заказов на 42 самолёта (+ ещё на 35 ед. — опционы) Ту-204СМ.
Распределение заказов по авиакомпаниям:
- 15 (10) — Red Wings Airlines;
- 10 (12) — «Башкортостан» («ВИМ-авиа»)
- 5 (10) — «Авиастар-ТУ»;
- 6 (-) «Аэрофлот» («Владивосток Авиа»);
- 3 (3) — «Космос» (РКК «Энергия»);
- 3 (-) «Мирнинское АП» (ОАО «Алроса»)[97].

В мае 2013 года Ту-204СМ завершил серию специальных и дополнительных сертификационных испытаний, в ходе которых выполнено 400 полётов. Решением Авиационного регистра МАК оформлено Дополнение к Сертификату типа № СТ233-Ту-204-120СЕ/Д10 от 31.05.2013 года.
В первой половине 2013 года планировалось начало серийного производства Ту-204СМ, а с 2014 года — первые поставки самолётов.
Ту-204-300-100 — самолёт представляет собой своеобразный гибрид двух модификаций семейства Ту-204, являясь самолётом с типовой конструкцией Ту-204-300 в удлинённом варианте Ту-204-100. Компоновка пассажирского салона: 94 места, в том числе в первом салоне — восемь мест повышенной комфортности, во втором — 56 мест бизнес-класса, в третьем — 12 мест бизнес-класса и 18 экономкласса.

### Варианты компоновки
Источники:
- 210 мест (базовый вариант).
- 142 или 157 мест для Ту-204-300.
- 176—194 мест для Ту-204-100(В, Е) и Ту-214.
- 215 мест для Ту-204СМ[103].
- В салонах экономкласса устанавливаются пассажирские кресла по схеме 3 + 3, в салоне бизнес-класса — по схеме 2 + 2. Ширина прохода между креслами — около 810 мм.
- По индивидуальным требованиям заказчика возможны другие варианты компоновок.
- Пассажирам обеспечен высокий уровень индивидуального комфорта за счёт применения шумопоглощающих конструкций, обеспечивающих малый уровень шума в пассажирском салоне. Салоны освещаются отражённым светом. Светодиодные светильники скрытого типа, расположенные над багажными полками и под ними у борта, создают равномерное и неутомительное для глаза освещение. Багажные полки для ручной клади и одежды пассажиров — закрытого типа. Все материалы, используемые в интерьере салона, удовлетворяют стандартам по пожаробезопасности, дымообразованию и токсичности.
- Опционально устанавливаются аудио- и видеосистемы для развлечения пассажиров в полёте.

## Грузовые модификации

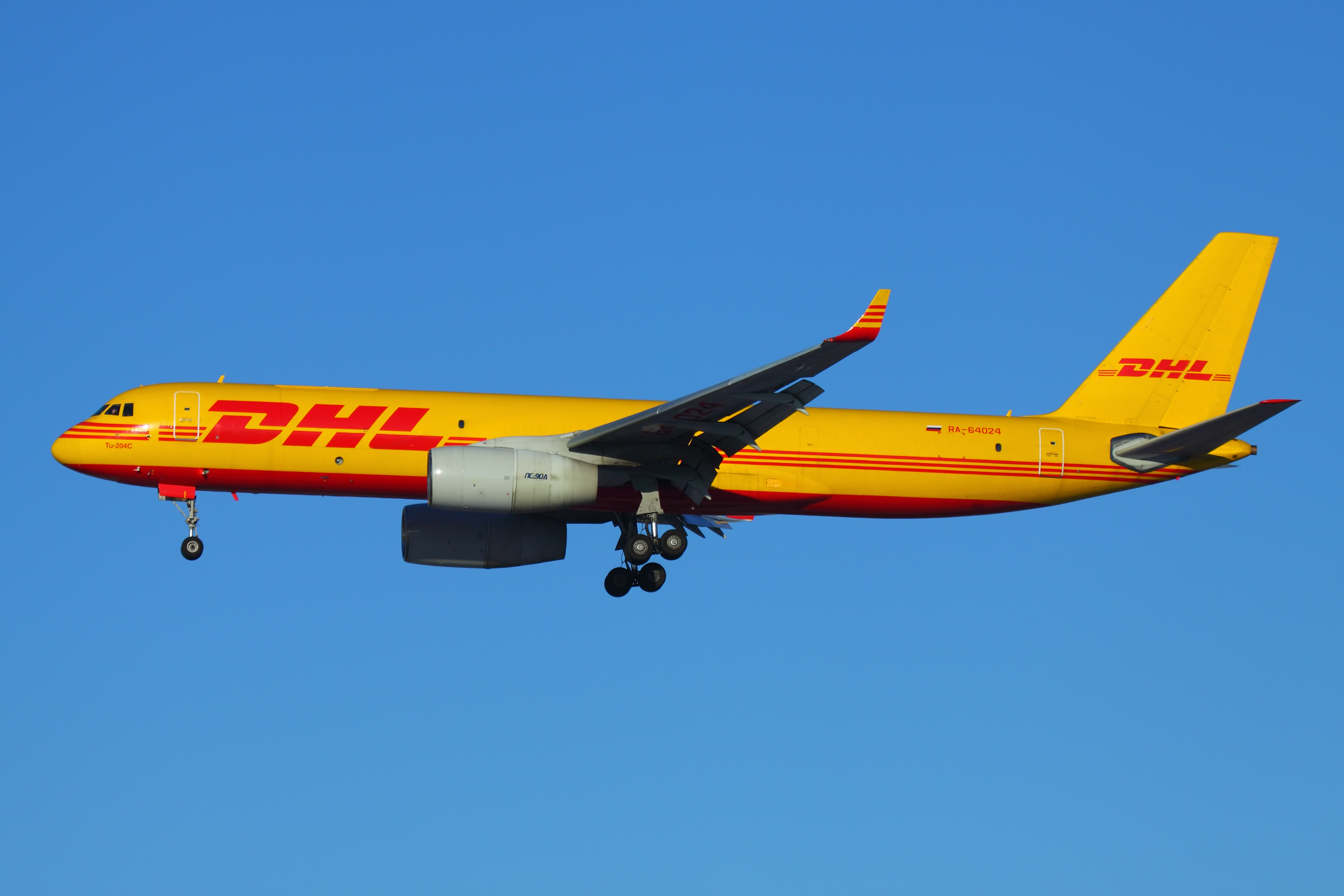
Ту-204С в ливрее компании DHL Aviation

Ту-204С — грузовая модификация Ту-204-100. Предназначен для перевозки грузов массой до 30 т на воздушных трассах протяжённостью до 2370 км или грузов массой 13,6 т на расстояние до 6820 км.
В отличие от Ту-204-100, на Ту-204С по левому борту установлена грузовая дверь с проёмом 3408×2080 мм, вместо пассажирского салона образована основная грузовая палуба, оборудованная погрузочно-разгрузочной системой. На грузовой палубе возможна перевозка грузов на стандартных поддонах и в контейнерах в различных комбинациях. Под основной палубой имеются два багажно-грузовых отсека. Возможна перевозка длинномерных грузов длиной до 10 м. Объём грузовой кабины — 164,4 м3. Взлётная масса самолёта 107,5 тонны.
Ту-204СЕ — модификация Ту-204С с модернизированным оборудованием и англоязычной кабиной экипажа.
Ту-204-100С — грузовая модификация Ту-204-100, оснащённая большим грузовым люком в передней части фюзеляжа. Дальность полёта 3900 км с максимальной коммерческой нагрузкой 30 тонн. Взлётная масса 110,75 тонны.
Ту-204-120С — грузовая модификация Ту-204-120 с максимальной коммерческой нагрузкой 21 т.
Ту-204-120СЕ — грузовая модификация Ту-204-120 с модернизированным оборудованием и англоязычной кабиной экипажа. Первым из самолётов российского производства прошёл сертификацию по европейским стандартам и получил сертификат типа Европейского агентства по авиационной безопасности (EASA).

## Проекты
- Ту-304 — дальнемагистральный пассажирский самолёт большой пассажировместимости, развитие Ту-204 с более мощными двигателями. Проект конца 1980-х — начала 1990-х годов[105].
- Ту-206 — вариант Ту-204 с «криогенными» двигателями, использующими в качестве топлива сжиженный природный газ. Кроме решения специальных вопросов, конструктивную сложность представляет размещение баков с природным газом, которые требуют значительного объёма. Баки для топлива располагаются над пассажирским салоном, образуя в носовой части «горб»[106]. Проект 1990-х годов[105].
- Ту-204П — противолодочный. Финансирование программы прекращено в 2005 году[107].
- Ту-204-500 — модификация на базе Ту-204-300, предназначенная для коротких маршрутов. Предусматривалось использование нового скоростного крыла, двучленная кабина экипажа и обновление состава оборудования. Проект середины 2000-х годов[108].
- Ту-214C3 конвертируемый (cargo — converted — containerized) — модификация на базе Ту-214 для перевозки грузов в контейнерах LD-3-45 до 18 штук на верхней палубе и до 8 штук в багажно-грузовых отсеках. Присутствуют 16 кресел бизнес класса: блоками по 2 кресла в 2 ряда. Минимальное время перехода от полностью пассажирской (Ту-214 на 180 пассажиров с двумя классами обслуживания) в грузовую компоновку.
- Ту-214F — грузовая модификация на базе Ту-214 с коммерческой нагрузкой до 32 т, загрузкой на главную (грузовую) палубу через большую грузовую дверь (3405x2200 мм). Могут использоваться стандартные контейнеры и поддоны широкой номенклатуры. Типовая конструкция позволяет установить дополнительные топливные баки. Дальность перелёта с максимальной загрузкой 3200 км, перегонная 8300 км.
- Ту-214-VIP — пассажирская модификация на базе Ту-214 с 65 креслами, двухкомнатными апартаментами главного пассажира с двухспальной кроватью, шкафом, тумбами, душем, двухместным диваном и креслом, а также переговорной, зоной отдыха, бизнес классом на 16 кресел и экономклассом на 30 кресел.

## Сравнение с основными аналогами
Источник:
|                                                            | Ту-204        | Ту-214      | Ту-204СМ         | МС-21-310          | Airbus A321      | Boeing 757—200 | Boeing 737-900ER | Ту-154М       |
| ---------------------------------------------------------- | ------------- | ----------- | ---------------- | ------------------ | ---------------- | -------------- | ---------------- | ------------- |
| Пассажировместимость, чел.                                 | 172/190/210   | 180/210     | 176/194/215(222) | 163/212            | 185/200/220      | 200/216/228    | 174/204/215      | 164/176/180   |
| Максимальная взлётная масса, т                             | 105,0         | 110,75      | 105,0            | 79,25              | 95,5             | 115            | 85,13            | 104,0         |
| Масса пустого, кг                                          | 62400         |             | 60500            |                    | 48500            | 58390          | 44676            | 54000         |
| Макс. заправка топливом                                    |               |             |                  |                    |                  |                |                  |               |
| Максимальная коммерческая нагрузка, т                      | 21            | 25,2        | 23               | 22,6               | 21,3             | 22,6           |                  | 18            |
| Дальность полёта с максимальной коммерческой нагрузкой, км | 3600          | 3900        | 3600             | 6000               | 4000             | 4550           | 4996             | 3900          |
| Дальность полёта с максимальной заправкой, км              | 8500          | 8300        | 8300             |                    | 7500             | 7250           |                  | 6600          |
| Крейсерская скорость, км/ч                                 | 810—850       | 830—850     | 830—850          | 850—870            | 840              | 850            | 823              | 850—900       |
| Требуемая длина ВПП, м                                     | 1780-2500     | 2030        | 1950             | 2200               | 2500             | 2350           | 3000             | 2300          |
| Расход топлива, кг/ч                                       | 3420          | 3400        | 3460             | 2150               | 2900             | 3250           | 2650             | 5400          |
| Топливная эффективность, г/(пасс. км)                      | 19,3          |             | 19,25            | 15,7               | 18,5             | 23,4           | 18,3             | 31,05         |
| Стоимость, млн дол. США                                    | 35 (2007 год) | 46,5 (2023) | 40—45 (2010 год) | от 46,5 (2023 год) | 87—92 (2008 год) | 65 (2002 год)  | 94,6 (2013 год)  | 15 (1997 год) |

## Потери самолётов
По состоянию на 8 января 2022 года потеряны 4 самолёта данного типа — все во время технических и грузовых рейсов (без пассажиров на борту).
| Дата       | Бортовой номер | Место аварии | Жертвы | Краткое описание                                                               |
| ---------- | -------------- | ------------ | ------ | ------------------------------------------------------------------------------ |
| 22.03.2010 | RA-64011       | Домодедово   | 0/8    | Снижение ниже глиссады, жёсткая посадка в лесу. Ошибка экипажа.                |
| 29.12.2012 | RA-64047       | Внуково      | 5/8    | Выкатился за пределы ВПП и разрушился. Технические неполадки и ошибки экипажа. |
| 24.08.2016 | RA-64021       | Норильск     | 0/4    | Грузовой рейс. Грубая посадка с перегрузкой 3g, списан.                        |
| 08.01.2022 | RA-64032       | Ханьчжоу     | 0/8    | Грузовой рейс. Сгорел при подготовке к взлёту.                                 |

## Ту-214 и перспективы модернизации
Ту-214, являясь развитием самолёта Ту-204, получил улучшенные характеристики, включая увеличенную дальность полёта и грузоподъёмность. Этот самолёт часто используется для специализированных задач, включая транспортировку грузов и пассажиров на дальние расстояния, а также в модификациях для государственных и корпоративных нужд.

### Возможности модернизации
Конструкция Ту-204 и Ту-214 позволяет проводить модернизацию с учётом современных требований. Среди направлений улучшений — повышение топливной эффективности двигателей, обновление авионики и улучшение аэродинамических характеристик. Это позволяет адаптировать самолёты к новым экологическим стандартам и эксплуатационным условиям.

### Возобновление производства
В условиях ограничений на импорт авиационной техники в России рассматривается вопрос возобновления серийного производства самолётов семейства Ту-204/Ту-214. Планируется использование современных отечественных комплектующих и обновлённых технологий, что позволит производить эти самолёты в соответствии с современными стандартами и обеспечить их эксплуатацию на внутренних и международных маршрутах.
Производство самолётов такого класса может способствовать расширению парка российских авиакомпаний, включая грузовую и пассажирскую авиацию, что актуально в условиях ограниченного доступа к зарубежной авиационной технике.
В 2023 году на расширение производства Ту-214 правительство РФ выделило 41,8 млрд руб. из ФНБ.